# Bayern Munich
Pour les articles homonymes, voir Bayern (homonymie) et FCB.
Pour la section féminine, voir Bayern Munich (féminines).
Pour le club omnisports, voir Bayern Munich (omnisports).
Maillots
Actualités
Le FC Bayern Munich (Fußball-Club Bayern München e.V.) est un club omnisports allemand fondé le 27 février 1900 et basé à Munich, en Bavière. L'équipe joue depuis 1965 en Bundesliga et est surnommée Rekordmeister (en français : « Détenteur du record de titres ») du fait qu’elle détient le plus grand nombre de titres de champion d’Allemagne. En prenant en compte tous ses titres, le club est également le 4e plus titré au monde. 
Avec plus de 400 000 abonnés en 2025, le Bayern Munich est le deuxième plus grand club sportif au niveau mondial en termes d'abonnés derrière le SL Benfica,.
Obtenant ses premiers succès dans les championnats bavarois, le club gagne rapidement en notoriété et remporte son premier titre national en 1932. Dénoncé par le régime nazi comme « club juif », son développement est freiné jusqu'à la fin de la Seconde Guerre mondiale. Par la suite membre fondateur de l'Oberliga Sud, le club se distingue en remportant le DFB-Pokal, la Coupe d'Allemagne, en 1957 mais ne se qualifie pas pour le premier championnat professionnel. Le FC Bayern rejoint la Bundesliga en 1965 et s'impose rapidement en cador du championnat, remportant notamment quatre titres entre 1969 et 1973. Triple Champion d'Europe des Clubs entre 1974 et 1976, le FCB gagne alors une carrure internationale confirmée par un titre en Coupe intercontinentale en 1976.
Dix fois champion d'Allemagne entre 1980 et 1999, vainqueur de la Coupe UEFA 1996 et trois fois finaliste de la C1 en 1982, en 1987 et en 1999, le club, alors dirigé par l'ancien international Franz Beckenbauer confirme sa position dominante sur le football allemand et mondial en réalisant un doublé Ligue des champions-Coupe intercontinentale en 2001. Auteur d'un triplé national en 2008 où il remporte le Liga-Pokal, le DFB-Pokal et la Bundesliga, le FC Bayern se fait à nouveau remarquer en remportant la Ligue des champions, la Supercoupe de l'UEFA et la Coupe du monde des clubs en 2013, année depuis laquelle le club a accumulé onze titres consécutifs de champion d'Allemagne, le dernier obtenu en 2023. Le Bayern Munich connaît aussi une grande rivalité avec le Borussia Dortmund. Les deux clubs se sont notamment rencontrés lors d'un match au sommet : la finale de la Ligue des champions 2013 remportée 2-1 par les Bavarois.
En 2020, malgré le confinement ayant eu lieu de mars jusqu'à juin, le Bayern remporte pour la deuxième fois de son histoire le triplé Championnat d'Allemagne-Coupe d'Allemagne-Ligue des Champions. En s'octroyant la saison suivante la Supercoupe d'Allemagne 2020, la Supercoupe de l'UEFA 2020 et la Coupe du monde des clubs de la FIFA 2020, il égale la performance accomplie par le FC Barcelone en 2009 en remportant tous les titres qu'un club peut gagner dans une année civile. Il est avec l'Inter Milan l'un des deux clubs toujours représentés par un de ses joueurs en finale de la Coupe du monde de football depuis 1982.

## Historique

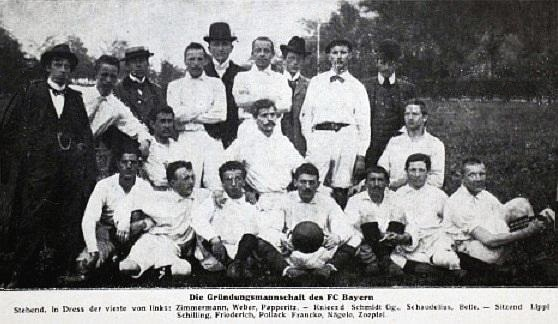
Le Bayern Munich en 1900.

### Premières années (1900-1907)

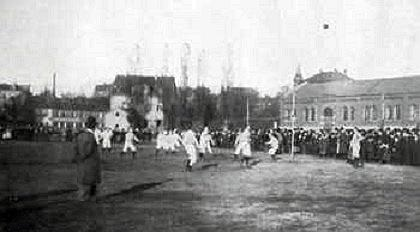
Le premier match du FC Bayern Munich face au FC Nürnberg, en 1901.

Le football commence à se développer à Munich à la fin du XIXe siècle. Il y a à l'origine deux clubs de football à Munich, sans qu'aucun ne puisse prétendre à exercer sa suprématie sur les autres clubs de la ville. Les premiers clubs de football fondés sont le 1. Münchner Fußball-Club von 1896 et le FC Nordstern 1896 München, tous deux créés en 1896. Le FC Bayern est pour sa part fondé en 1900. L'histoire commence avec le Berlinois Franz John. Le document établissant le club a été signé par 17 membres au restaurant du centre-ville de Munich "Gisela" en février 1900. Ils étaient les premiers joueurs - et un ou deux autres ont suivi leurs traces. En comparaison avec le reste de l'Allemagne du Sud — Alsace-Lorraine, Bade, Wurtemberg, Hohenzollern et Hesse — le football arrive donc relativement tardivement à Munich, pourtant plus grande ville de la région,.
En mars 1900, le FC Bayern joue son premier match face au 1. Münchner Fußball-Club von 1896, qu'il bat 5-2. Le 15 avril 1900, le FC Bayern bat le FC Nordstern München sur le score de 15-0, ce qui constitue encore aujourd'hui l'une de ses plus larges victoires.

### Premiers succès nationaux (1907-1933)
En raison de considérations financières et pour résoudre un problème de disponibilité de terrain, le Bayern s'associe au riche Münchner Sport-Club (MSC) le 1er janvier 1906, mais conserve toujours son indépendance.
La seule concession qu'ils ont faite était de porter les couleurs du club MSC, qui étaient des shorts rouges et des chemises blanches - les couleurs encore portées par le FC Bayern aujourd'hui.
Le club a pris de l'ampleur dès 1907 lorsque les Reds ont déménagé sur leur nouveau terrain, le terrain du Bayern sur Leopoldstraße. Le match joué pour marquer le déménagement dans la nouvelle maison a vu ses rivaux locaux, le FC Wacker, s'incliner dans une victoire 8-1 pour les hôtes. C'était la première étape pour devenir le club de football numéro un de Munich. Les supporters ont pu suivre l'action sur le terrain dans le confort d'une vraie tribune. En 1910, le club a atteint le titre de champions du district de l'Est.
Le Bayern était invaincu l'année suivante et a défendu avec succès le titre, portant - au grand amusement de certains Munichois - des shorts courts. L'équipe comprenait son premier joueur international de bonne foi. Il s'appelait Max Gablonsky (en) et il enfila le maillot de l'Allemagne pour la première fois le 16 mai 1910 lors d'une défaite 3-0 contre la Belgique. Il deviendrait le premier joueur du Bayern à marquer un but pour l'Allemagne.
Le club s'est développé à un rythme plus rapide à partir de ce moment. Le FC Bayern comptait déjà 700 membres en 1920 et était, comme il l'est aujourd'hui, le plus grand club de football de Munich. En 1926, les Reds ont remporté le championnat d'Allemagne du Sud et le premier titre national est venu six ans plus tard en 1932, certains fans prenant même le vélo pour le pèlerinage jusqu'à la finale à Nuremberg pour voir le Bayern battre l'Eintracht Frankfurt 2-0. Les buts ont été marqués par Oskar Rohr et Franz Krumm (en), les stars étaient Conrad Heidkamp (en), Sigmund Haringer, tandis que l'Autrichien Richard Kohn, surnommé Little Dombi, était l'entraîneur, le physio, le secrétaire du club et le président en même temps.

### Le«club juif»(1933-1945)
Le FC Bayern est devenu l'un des plus grands clubs d'Allemagne. Après que Simetsreiter, Goldbrunner et Moll ont représenté l'équipe nationale aux Jeux olympiques de 1936 à Berlin, le monde heureux du football s'est éteint. La Seconde Guerre mondiale a éclaté et cela a signifié que le sport est entré en hibernation, y compris au Bayern.
En raison de la direction du club qualifiée de juive (tout comme plusieurs autres clubs tels que l'Eintracht Francfort) par le fait de l'appartenance ethnique de plusieurs cadres (notamment le président et le coach), le Bayern a été discriminé de multiples façons. L'adhésion au club, le nombre d'équipes et la foule aux matchs ont tous chuté de façon spectaculaire. Ces années ont vu le club perdre sa position de premier plan, tombant finalement à la 81e place du Reich allemand. Le logo du club a été également légèrement modifié (incorporation de l'aigle du Reich et de la croix gammée) afin de re-germaniser le club (par rapport aux précédents dirigeants).
En juillet 1944, le Bayern a perdu sa maison lorsqu'un bombardement allié a détruit le bureau du club. Malgré tout cela, les joueurs ont fait preuve d'un grand esprit d'équipe. Le 23 avril 1945, quelques jours seulement avant la fin de la guerre, ils battent 1860 Munich 3-2. Selon les archives du club, 56 membres du Bayern ont péri sur le champ de bataille, parmi lesquels les internationaux allemands Josef Bergmaier et Franz Krumm. Beaucoup d'autres ont été portés disparus. Le président juif du FCB, Kurt Landauer, avait été interné au camp de concentration de Dachau pendant 33 jours en 1938 avant de s'exiler en Suisse.
Plus que quiconque, le capitaine de longue date Conny Heidkamp avait fait tout son possible pour garder les joueurs ensemble pendant les jours les plus sombres de la guerre. Avec sa femme Magdalena, il a même sauvé les trophées que le club avait remportés de la destruction lorsque les raids aériens sur Munich ont commencé à l'été 1942. Magdalena s'est souvenue d'un fermier à Ascholding, près de Wolfratshausen, où elle avait passé ses vacances lorsqu'elle était enfant. Les objets de valeur étaient emballés dans des caisses et emmenés là dans un carburateur en bois et entreposés dans une pièce à côté de l'écurie. Ici, ils étaient en sécurité - jusqu'au printemps 1945, lorsque les Américains se sont rapprochés. Ils avaient la réputation d'être friands de souvenirs tels que coupes, fanions et insignes d'honneur. Pour la deuxième fois, les Heidkamp ont sauvé les précieux trophées du club et ont enterré les boîtes à la ferme Ascholding.
Six semaines seulement après la capitulation allemande du 8 mai 1945, le FC Bayern rejouait son premier match, s'inclinant 4-3 face à son rival local, le FC Wacker.

### Années de transition (1945-1965)
Après la Seconde Guerre mondiale, le Städtisches Stadion an der Grünwalder Straße est complètement détruit par les bombardements. En application des accords de Yalta, la Bavière est intégrée à la Zone d'occupation américaine en Allemagne dès mai 1945. Les Américains, conscients de l'utilisation du sport à des fins de propagande sous le Troisième Reich, apportent leur soutien au FC Bayern, « victime du nazisme », au détriment du TSV 1860,.
En 1947, Landauer revient d'exil et est de nouveau élu président du club. La reconstruction a commencé, y compris dans le football. Il a fallu neuf ans avant que l'excitation sauvage n'éclate à nouveau à travers le pays alors que l'Allemagne revenait triomphante de la Coupe du monde de 1954 en Suisse. L'équipe de Sepp Herberger a remporté la première Coupe du monde pour l'Allemagne avec une victoire 3-2 sur les favoris hongrois. Hans Bauer du FC Bayern faisait partie de l'équipe d'Allemagne et a disputé deux matches du tournoi, mais il n'a pas disputé la finale.
En 1957, les rouges ont remporté la Coupe DFB pour la première fois lorsque Jobst a marqué le seul but du match pour battre Fortuna Düsseldorf devant une foule de 42 000 personnes au stade Augsburg Rosenau. Cependant, ce succès a été suivi d'une course stérile et d'une énorme déception car le Bayern n'a pas été membre fondateur de la Bundesliga en 1963.

### Accession en Bundesliga et premier âge d'or (1965-1979)

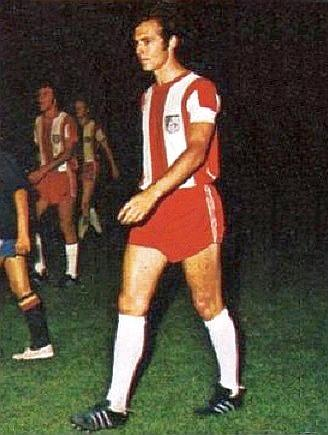
Franz Beckenbauer en 1973.

Le club accède à l'élite en 1965, deux ans après la création de la Bundesliga en 1963. À ce moment-là, le grand club munichois est le TSV Munich 1860 ce qui donne lieu à des derbys de haute qualité. Mais il se fait très vite remarquer[Par qui ?][réf. nécessaire] et dépasse son rival, notamment en coupes d'Europe (victoire en Coupe des coupes en 1967) et en championnat (victoire en 1969).
L'histoire du club est intimement liée à celle des trois figures emblématiques du football allemand du milieu des années 1970 : Franz Beckenbauer, le libéro et capitaine de l'équipe de RFA, surnommé  "Kaiser Franz", l’avant-centre Gerd Müller, habile chasseur de but surnommé "Der Bomber", car il en en marqué dix à lui seul lors de la phase finale de la Coupe du Monde 1970 au Mexique, et le gardien Sepp Maier, alias "le chat", connu pour son adresse à bondir sur chaque ballon aérien ou dans les pieds adverses.
À eux trois, ils forment l'ossature, aussi bien en sélection de l'équipe de RFA, qui ne cesse de remporter titre sur titre (Euro 72 et Coupe du monde 1974), que du Bayern. Le triplé consécutif bavarois au palmarès de la Coupe des clubs champions européens succède à celui du grand Ajax Amsterdam, vainqueur des trois éditions précédentes. La série commence en 1974 (face à l'Atlético de Madrid)  puis le Bayern s'impose comme la référence européenne en remportant de nouveau cette compétition en 1975 face à Leeds United et enfin en 1976 face aux Français de l'AS Saint-Étienne alors au sommet de leur gloire et de l’enthousiasme populaire qui les porte. Cette année-là, le club allemand remporte aussi sa première Coupe intercontinentale contre le club brésilien du Cruzeiro EC.

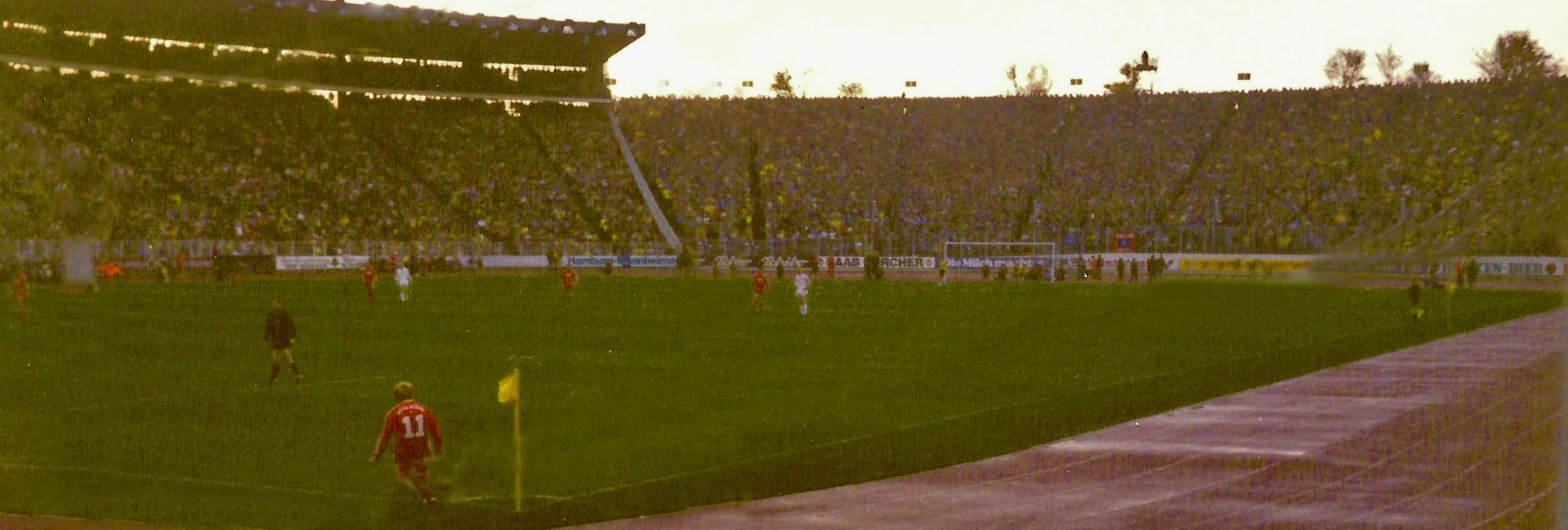
Rencontre Hambourg SV-Bayern en 1981.

### Succès nationaux (1980-1994)
Cette période glorieuse lui permet d'être le plus célèbre des clubs allemands, statut confirmé dans les années 1980 et 1990, où le Bayern continue de glaner les titres nationaux en s'imposant dix fois en championnat entre 1980 et 1999 et jouant trois finales de Coupe des clubs champions en 1982, en 1987 et en 1999 sans jamais s'y imposer; seule une Coupe UEFA en 1996 face au Bordeaux de Zinédine Zidane est à mettre à l'actif de son palmarès européen. Le Bayern construit sa légende toujours sur des grands joueurs comme Karl-Heinz Rummenigge, Lothar Matthäus ou Jürgen Klinsmann.
Depuis les années 1990, grâce à une gestion excellente du club par ses dirigeants Karl-Heinz Rummenigge, Franz Beckenbauer et son président du conseil de surveillance Uli Hoeness, il est l'un des clubs financièrement les plus sains d'Europe. Il continue de fournir la majorité des joueurs à l'équipe d'Allemagne réunifiée.

### Retour au premier plan international (depuis 1994)
Les années 2000 assoient la suprématie du club qui remporte six championnats en neuf ans dont le dernier en 2008, et le doublé Ligue des champions-Coupe intercontinentale en 2001. Cette période est associée aux noms de Stefan Effenberg, Michael Ballack ou encore Oliver Kahn.
En 2007, le Bayern Munich accueille Franck Ribéry en provenance de l'Olympique de Marseille, le montant du transfert atteint 30 millions d'euros, ce qui constitue un record en Allemagne avant les arrivées de Mario Gómez (30 M€ en 2009) puis de Javi Martínez (40 M€ en 2012).
Lors de la saison 2007-2008, le Bayern réalise le triplé sur le plan national en remportant la Coupe de la ligue face à Schalke 04, la Coupe d'Allemagne face au Borussia Dortmund et la Bundesliga devant le Werder Brême.
Le 6 avril 2013, le Bayern remporte son 23e titre de champion d'Allemagne devant le Borussia Dortmund avant d'être sacré champion d'Europe le 25 mai après une victoire 2 buts à 1 face au même club au stade Wembley de Londres. Grâce à sa victoire en Coupe d'Allemagne le 1er juin, le Bayern Munich devient le septième club européen à réaliser le triplé Championnat-Coupe d'Europe-Coupe nationale après le Celtic Glasgow (1967), l'Ajax Amsterdam (1972), le PSV Eindhoven (1988), Manchester United (1999), le FC Barcelone (2009,2015) et l'Inter Milan (2010).
Jupp Heynckes quitte le club sur ce triplé historique à la fin de la saison, il est remplacé par Pep Guardiola.
Ce dernier remportera trois Championnats en 2014, en 2015 et en 2016 ainsi que deux Coupe d'Allemagne en 2014 et en 2016, la Supercoupe de l'UEFA 2013 et la Coupe du monde des clubs de la FIFA 2013. Carlo Ancelotti reprend le club bavarois en main en 2016 et remporte le championnat en 2017. La saison suivante commence sur de mauvaises bases, tant sur le plan national qu'international. Ceci provoque le départ d'Ancelotti et le retour de Jupp Heynckes. Sous sa direction, Munich remporte son sixième titre d'affilée.
Le 14 août 2020, le Bayern bat le FC Barcelone 8 buts à 2, et signe la plus large victoire du club contre le Barça après celle obtenue en 2013 (7-0 sur l'ensemble des 2 matches). Cinq jours plus tard, il bat l'Olympique lyonnais 3 à 0, victoire qui emmène les Bavarois en finale pour la onzième fois de leur histoire.
Opposé au Paris Saint-Germain en finale le 23 août 2020, le Bayern remporte sa sixième Ligue des champions (victoire 1-0, but de Kingsley Coman) et réalise de nouveau le triplé Championnat-Coupe d'Europe-Coupe nationale.
Les succès sont de nouveau au rendez-vous la saison suivante, puisque les Munichois remportent le 24 septembre 2020 la Supercoupe d'Europe face au FC Séville (2-1 après prolongation). Du reste, le 11 février 2021, en remportant la finale de la Coupe du monde des clubs de la FIFA 2020 (victoire 1-0 sur le Tigres UANL, but de Benjamin Pavard), le Bayern devient le deuxième club de l'histoire - ex aequo avec le FC Barcelone de Pep Guardiola en 2009 - à réussir le sextuplé.
Le nouvel entraîneur pour la saison 2021-2022 est Julian Nagelsmann, âgé de 33 ans, qui quitte le RB Leipzig et signe un contrat de cinq ans avec le Bayern. Karl-Heinz Rummenigge qui, de 1991 à 2002, était le vice-président puis PDG de l'AG depuis février 2002, quitte le FC Bayern et cède sa place à Oliver Kahn. Comme lors de la saison précédente, l'équipe est éliminée au deuxième tour de la Coupe d'Allemagne, mais cette fois-ci par une cinglante défaite 5 buts à 0 face à Mönchengladbach, ce qui constitue la plus lourde défaite de l'histoire du club dans cette compétition. Le bilan de Nagelsmann est cependant rapidement positif, avec à mi saison une qualification aisée pour les huitièmes de finale de la Ligue des champions et une première place à mi championnat de Bundesliga bien confortée, neuf points devant le deuxième Dortmund et quatorze devant le troisième Fribourg. Le club remporte le championnat avec huit points d'avance sur Dortmund.
Le 19 juillet, le deuxième meilleur buteur bavarois de l'histoire Robert Lewandowski rejoint le FC Barcelone après huit ans sous le maillot du club munichois.
Le départ de son attaquant emblématique ne freine pas le club bavarois en début de saison 2022-2023. Le Bayern Munich brille pour sa première partie de saison : il remporte ses six matchs de poule de Ligue des champions - dont deux victoires sur le Barça de Lewandowski - avec une qualification obtenue haut la main pour les huitièmes de finale et il file en tête en championnat allemand à la pause annuelle de Noël après une victoire sur Schalke 04 2 buts à 0.

## Palmarès

### Titres et trophées
Avant l'introduction du professionnalisme et l'accession du club à la Bundesliga en 1965, le FC Bayern Munich remporte plusieurs titres régionaux et est notamment Champion d'Allemagne du Sud en 1926 et 1928. Il remporte son groupe de Gauliga Südbayern en 1944 ; et en 1965, c'est à la suite d'un titre de champion de Regionalliga Süd que le club obtient le statut professionnel.
Le FC Bayern remporte son premier titre de niveau national en 1931, année qui voit club Champion d'Allemagne pour la première fois. Il faut attendre 1957 pour que le club se distingue à nouveau à l'échelle nationale, en remportant le DFB-Pokal, la Coupe d'Allemagne.
À partir de la deuxième moitié des années 1960, le Bayern remporte régulièrement des titres nationaux, ce qui lui permet de les accumuler dans un palmarès abondamment fourni. Aucun grand club allemand n’a fait aussi bien. Ainsi, en 2025, le FC Bayern compte trente-quatre titres de Champion d'Allemagne et vingt Coupes d'Allemagne, étant ainsi le club le plus titré dans ces deux compétitions. Le FC Bayern complète son palmarès avec onze  Supercoupes d'Allemagne et six Coupes de la Ligue.
Le club remporte avec Paul Krysa la Coupe d'Europe des vainqueurs de coupe de football 1966-1967, appelée à l’époque "coupe des coupes", son premier titre européen. Le FC Bayern remporte par la suite un triplé en coupe des champions 1974 à 1976) qui contribue à son prestige et coïncide avec le deuxième titre de champion du Monde pour l’équipe nationale, lors d’une compétition que l’Allemagne accueille et qui bat tous les records d’audience télévisée de l’époque. 
Le club munichois gagne en tout six Ligues des champions, une Coupe UEFA en 1996, et deux Supercoupes de l'UEFA en 2013 et 2020. À l'échelle mondiale, le club est honoré en 1976 et 2001 par deux Coupe intercontinentales, et en 2013 et 2020 par deux Coupes du monde des clubs.
Le tableau suivant liste le palmarès et les finales du club, actualisé en mai 2023, dans les principales compétitions officielles auxquelles il a participé.
| Compétitions internationales                                                                                         | Compétitions continentales | Compétitions nationales | Compétitions régionales | Tournois saisonniers                                                                   |
| - Coupe du monde des clubs (2) - Vainqueur en 2013 et 2020 - Coupe intercontinentale (2) - Vainqueur en 1976 et 2001 | - Coupe des clubs champions / Ligue des champions (6) - Vainqueur en 1974, 1975, 1976, 2001, 2013 et 2020. - Finaliste en 1982, 1987, 1999, 2010, 2012. - Coupe UEFA / Ligue Europa (1) - Vainqueur en 1996. - Supercoupe de l'UEFA (2) - Vainqueur en 2013 et 2020. - Finaliste en 1975, 1976 et 2001. - Coupe d'Europe des vainqueurs de coupes (1) - Vainqueur en 1967. | - Championnat d'Allemagne (34) - Champion en 1932, 1969, 1972, 1973, 1974, 1980, 1981, 1985, 1986, 1987, 1989, 1990, 1994, 1997, 1999, 2000, 2001, 2003, 2005, 2006, 2008, 2010, 2013, 2014, 2015, 2016, 2017, 2018, 2019, 2020, 2021, 2022, 2023 et 2025. - Vice-champion en 1970, 1971, 1988, 1991, 1993, 1996, 1998, 2004, 2009 et 2012. - Coupe d'Allemagne (20) - Vainqueur en 1957, 1966, 1967, 1969, 1971, 1982, 1984, 1986, 1998, 2000, 2003, 2005, 2006, 2008, 2010, 2013, 2014, 2016, 2019 et 2020 - Finaliste en 1985, 1999, 2012 et 2018. - Supercoupe d'Allemagne (11) - Vainqueur en (1983 - non officiel), 1987, 1990, 2010, 2012, 2016, 2017, 2018, 2020,2021, 2022 et 2025. - Finaliste en 1989, 1994, 2008, 2013, 2014, 2015, 2019 et 2023. - Coupe en salle - Finaliste en 1997. - Coupe de la Ligue (6) - Vainqueur en 1997, 1998, 1999, 2000, 2004 et 2007. - Finaliste en 2006. | - Championnat d'Allemagne du Sud (2) - Champion en 1926 et 1928 - Gauliga Bavière - Vainqueur de groupe en 1944. - Oberliga Sud - Vice-champion en 1956. - Regionalliga Süd (1) - Champion en 1965. - Vice-champion en 1964. | - Opel Master Cup - Vainqueur : 1996 et 2000 - Finaliste : 1997 - Troisième: août 1999 |

Le FC Bayern Munich participe également à de nombreux tournois ou trophées. Il est notamment le club le plus titré lors du Trophée Santiago Bernabéu derrière l'organisateur, le Real Madrid, avec trois succès en 1979, 1980 et 2002 ainsi qu'une finale en 1985. Le club munichois a également remporté une Coupe Mohammed V en 1972. Il gagne aussi le Trophée Naranja en 1972 et le Trophée Teresa-Herrera en 1989. Le FC Bayern Munich est également finaliste du Trophée Joan Gamper en 1987 et 2006, du Trophée Luigi Berlusconi en 1994, Trophée Ciudad de Palma en 2007, et du Tournoi de Paris en 1973.

### Bilan sportif
Le FC Bayern Munich compte 51 saisons en Bundesliga. Il se place en 2016 à la première place du classement de Bundesliga toutes saisons confondues établi par la Ligue d'Allemagne de football.
|                      | Championnat        | Saisons | Titres | J    | G    | N   | P   | Bp   | Bc   | Diff |
| -------------------- | ------------------ | ------- | ------ | ---- | ---- | --- | --- | ---- | ---- | ---- |
| Championnat allemand | Bundesliga (1965-) | 51      | 27     | 1738 | 1018 | 389 | 331 | 3764 | 1919 | 1845 |

### Statistiques
Source:
Générales :

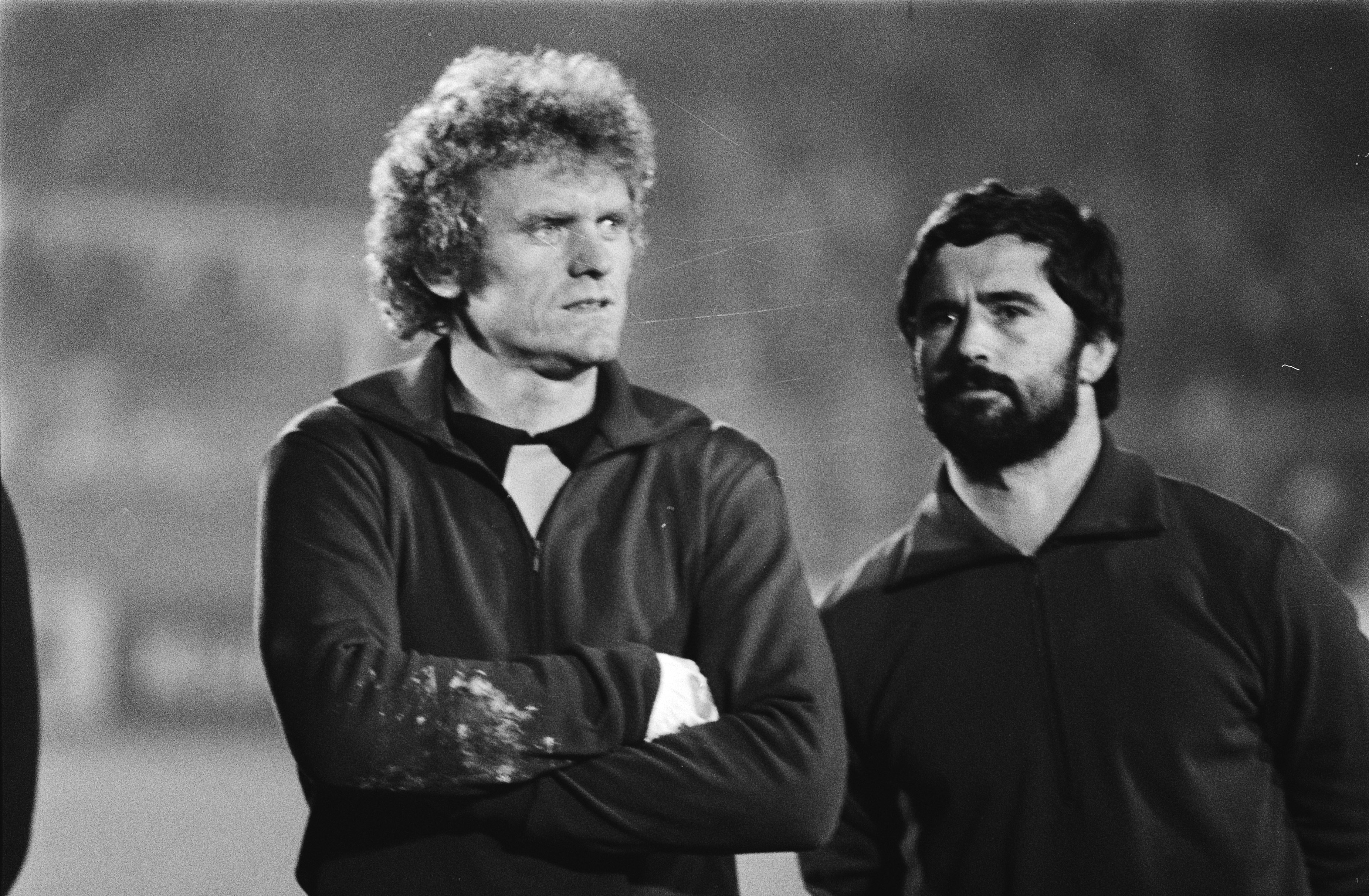
Sepp Maier et Gerd Müller, ici en 1978, respectivement ex-recordmen de matchs et de buts.

- Plus large victoire : FC Rottach-Egern 0-27 Bayern (match amical, le 18 juillet 2023)
- Plus large défaite : Bayern 0-7 Schalke 04 (Bundesliga, le 9 octobre 1976)
- Record de matchs : Thomas Müller (710)
- Record de buts : Gerd Müller (570)

En compétitions UEFA :
- Plus large victoire : Bayern 10-0 Anorthosis, 28/09/1983
- Plus large défaite : FC Copenhague 6-2 Bayern, 22/10/1991
- Record de matchs : Thomas Muller (146+)
- Record de buts : Robert Lewandowski (69)

mise à jour : 19 août 2024

## Personnalités du club

### Présidents
De Franz John à Karl Hopfner - la liste des présidents du Bayern Munich dans l'histoire de plus de 110 ans du club est longue et illustre. Membre fondateur, John tient le bureau de 1900 à 1903, tandis que Karl Hopfner est élu à l'emploi en 2014. Trente présidents séparent les premiers du titulaire actuel, y compris Kurt Landauer, qui occupe le poste à quatre reprises entre 1913 et 1951. Il est d'ailleurs le seul à rester plus de 10 ans en poste (lors de son dernier mandat : 1922-1933) avant Wilhelm Neudecker, arrivé en 1962.
- 1900 - 1903 :  Franz John
- 1903 - 1906 :  Willem Hesselink
- 1906 - 1907 : Kurt Müller
- 1907 - 1913 : Angelo Knorr
- 1913 - 1914 :  Kurt Landauer
- 1914 - 1915 : Fred Dunn
- 1915 : Hans Tusch
- 1915 : Fritz Meier
- 1916 : Hans Bermühler
- 1916 - 1919 : Fritz Meier
- 1919 - 1921 :  Kurt Landauer
- 1921 - 1922 : Fred Dunn
- 1922 - 1933 :  Kurt Landauer
- 1933 - 1934 : Siegfried Hermann
- 1934 - 1935 : Karl-Heinz Oettinger
- 1935 - 1937 : Richard Amesmeier
- 1937 - 1938 : Franz Nußhardt
- 1938 - 1943 : Franz Keller
- 1943 - 1945 : Josef Sauter
- 1945 : Franz Xaver Heilmansseder
- 1945 : Josef Bayer
- 1945 - 1947 :  Siegfried Hermann (de)
- 1947 - 1951 :  Kurt Landauer
- 1951 - 1953 : Julius Scheuring
- 1953-1955 : A. Fischer, K. Wild et H. Theisinger
- 1955 - 1958 : Alfred Reitlinger
- 1958 - 1962 : Roland Endler
- 1962 - 1979 :  Wilhelm Neudecker
- 1979 - 1985 : Willi O. Hoffmann
- 1985 - 1994 :  Fritz Scherer (de)
- 1994 - 2009 :  Franz Beckenbauer
- 2009 - 2014 :  Uli Hoeness[19]
- 2014 - 2016 :  Karl Hopfner[20],[21]
- 2016 - 2019      :  Uli Hoeness
- 2019 - :  Herbert Hainer

| Conseil de surveillance | Comité directeur |
| --- | --- |
| - Président : - Herbert Hainer - Membres : - Uli Hoeneß (président d'honneur du Bayern Munich) - Prof. Dr Herbert Diess (président de Volkswagen) - Dr Werner Zedelius (président d'Allianz) - Timotheus Höttges (président de Deutsche Telekom) - Dr Michael Diederich (président d'UniCredit) - Dr Edmund Stoiber (Ministre-Président de Bavière) - Prof. Dr Dieter Mayer (vice président du Bayern Munich) - Dr Theodor Weimer (président de Deutsche Börse) | - Président du conseil exécutif : - Jan-Christian Dreesen - Membres du conseil exécutif : - Andreas Jung - Jörg Wacker |

### Entraîneurs
sources,,,, :

#### De la fondation à 1963
| Nom                   | Début      | Fin        |
| --------------------- | ---------- | ---------- |
| Willem Hesselink      | 1902       | 1905       |
| Thomas Taylor         | 1907       | 1908       |
| V. Hoerr              | 1908       | 1909       |
| Charles Griffiths     | 16.08.1911 | 06.04.1912 |
| William Townley       | 01.12.1913 | 31.03.1914 |
| William Townley       | 01.07.1919 | 31.03.1921 |
| Izidor Kürschner      | 01.07.1921 | 31.12.1921 |
| James Mac Pherson jr. | 1924       | 1926       |
| Leo Weisz             | 1927       | 1928       |
| Kálmán Konrád (en)    | 01.07.1928 | 30.06.1930 |
| Richard Kohn          | 01.07.1930 | 30.06.1932 |
| Hans Tauchert         | 01.07.1933 | 30.06.1934 |
| Ludwig Hofmann (de)   | 1934       | 1935       |
| Dr Richard Michalke   | 1936       | 1937       |
| Heinrich Körner (de)  | 01.07.1937 | 30.06.1938 |
| Ludwig Goldbrunner    | 1938       | 1943       |
| Konrad Heidkamp (de)  | 1943       | 1945       |
| Alfréd Schaffer       | 1945       | 30.06.1945 |

| Nom                  | Début      | Fin        |
| -------------------- | ---------- | ---------- |
| Richard Högg         | 1945       | 1946       |
| Josef Pöttinger (de) | 1946       | 1947       |
| Franz Dietl          | 1947       | 1948       |
| Alwin Riemke         | 01.07.1948 | 30.06.1950 |
| David Davison        | 1950       | 1950       |
| Herbert Moll         | 1950       | 1950       |
| Konrad Heidkamp (de) | 1951       | 1951       |
| Max Schäfer (de)     | 01.07.1951 | 30.06.1953 |
| Georg Bayerer (de)   | 01.07.1953 | 30.06.1954 |
| Georg Knöpfle (de)   | 1954       | 1955       |
| Jakob Streitle       | 1955       | 30.06.1955 |
| Herbert Moll (de)    | 01.07.1955 | 30.06.1956 |
| Willibald Hahn (de)  | 01.07.1956 | 30.06.1958 |
| Herbert Moll (de)    | 1958       | 1958       |
| Adolf Patek (en)     | 01.07.1958 | 30.06.1961 |
| Helmut Schneider     | 01.07.1961 | 30.06.1963 |
| Herbert Erhardt      | 1963       | 1963       |

#### Depuis la création de la Bundesliga
De Zlatko Čajkovski à Niko Kovač, la liste des entraîneurs qui ont pris en charge le Bayern en Bundesliga est longue et illustre. Depuis que les hommes en rouge jouent dans l'élite allemande (1965), un certain nombre de grands entraîneurs ont pris la tête FCB et conduit le club à trophées à gogo. Cinq entraîneurs (Udo Lattek, Jupp Heynckes, Giovanni Trapattoni, Franz Beckenbauer et Ottmar Hitzfeld) sont revenus s'assoir une seconde fois sur le banc bavarois. Jupp Heynckes a même connu trois passages sur le banc bavarois plus un en intérim.
| Nom                      | Début      | Fin        |
| ------------------------ | ---------- | ---------- |
| Zlatko Čajkovski         | 01.07.1963 | 30.06.1968 |
| Branko Zebec             | 01.07.1968 | 13.03.1970 |
| Udo Lattek               | 14.03.1970 | 02.01.1975 |
| Dettmar Cramer           | 16.01.1975 | 01.12.1977 |
| Gyula Lóránt             | 02.12.1977 | 28.02.1979 |
| Pál Csernai              | 01.03.1979 | 16.05.1983 |
| Reinhard Saftig (en)     | 17.05.1983 | 30.06.1983 |
| Udo Lattek               | 01.07.1983 | 30.06.1987 |
| Jupp Heynckes            | 01.07.1987 | 08.10.1991 |
| Sören Lerby              | 09.10.1991 | 11.03.1992 |
| Erich Ribbeck            | 12.03.1992 | 27.12.1993 |
| Franz Beckenbauer        | 28.12.1993 | 30.06.1994 |
| Giovanni Trapattoni      | 01.07.1994 | 30.06.1995 |
| Otto Rehhagel            | 01.07.1995 | 27.04.1996 |
| Franz Beckenbauer        | 29.04.1996 | 30.06.1996 |
| Klaus Augenthaler (int.) | 18.05.1996 | 30.06.1996 |
| Giovanni Trapattoni      | 01.07.1996 | 30.06.1998 |

| Nom                   | Début      | Fin        |
| --------------------- | ---------- | ---------- |
| Ottmar Hitzfeld       | 01.07.1998 | 30.06.2004 |
| Felix Magath          | 01.07.2004 | 31.01.2007 |
| Ottmar Hitzfeld       | 01.02.2007 | 30.06.2008 |
| Jürgen Klinsmann      | 01.07.2008 | 27.04.2009 |
| Jupp Heynckes (int.)  | 27.04.2009 | 30.06.2009 |
| Louis van Gaal        | 01.07.2009 | 09.04.2011 |
| Andries Jonker (int.) | 10.04.2011 | 30.06.2011 |
| Jupp Heynckes         | 01.07.2011 | 30.06.2013 |
| Pep Guardiola         | 01.07.2013 | 30.06.2016 |
| Carlo Ancelotti       | 01.07.2016 | 28.09.2017 |
| Willy Sagnol (int.)   | 28.09.2017 | 06.10.2017 |
| Jupp Heynckes         | 06.10.2017 | 30.06.2018 |
| Niko Kovač            | 01.07.2018 | 03.11.2019 |
| Hansi Flick           | 03.11.2019 | 30.06.2021 |
| Julian Nagelsmann     | 01.07.2021 | 23.03.2023 |
| Thomas Tuchel         | 23.03.2023 | 29.04.2024 |
| Vincent Kompany       | 29.04.2024 | en cours   |

### Joueurs
Le Bayern Munich doit ses succès à pléthore de joueurs extraordinaires: Klaus Augenthaler, Franz Beckenbauer, Paul Breitner, Stefan Effenberg, Giovane Élber, Uli et Dieter Hoeness, Oliver Kahn, Bixente Lizarazu, Sepp Maier, Lothar Matthäus, Gerd Müller, Karl-Heinz Rummenigge, Hans-Georg Schwarzenbeck, Mehmet Scholl ou encore Roland Wohlfarth. La majorité de ces joueurs faisant partie du « Hall of Fame » édité par le club (voir ci-dessous). Dans les prochaines années, ils pourraient être rejoints par quelques joueurs, tels que Philipp Lahm ou Bastian Schweinsteiger, mais aussi Franck Ribéry et Arjen Robben ou des joueurs actuels tels Manuel Neuer, Robert Lewandowski et Thomas Muller,.
En 2005, pour l’inauguration de l'Allianz Arena, les fans votent pour élire un gardien, quatre défenseurs, trois milieux de terrain, trois attaquants et un entraîneur parmi une liste de 60 dignes candidats. Le résultat (cf. ci-contre) est annoncé dans un tonnerre d'applaudissements des 66 000 spectateurs présents lors du match inaugural. Les joueurs sont présentés un par un ainsi que l'entraîneur élu : Ottmar Hitzfeld.

#### «Hall of Fame»

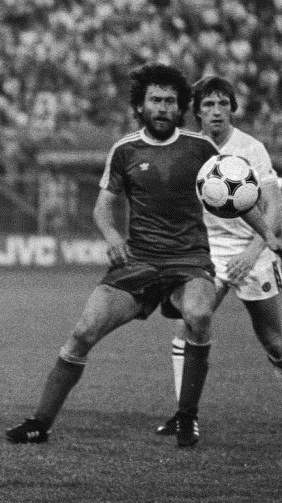
Paul Breitner en 1982.

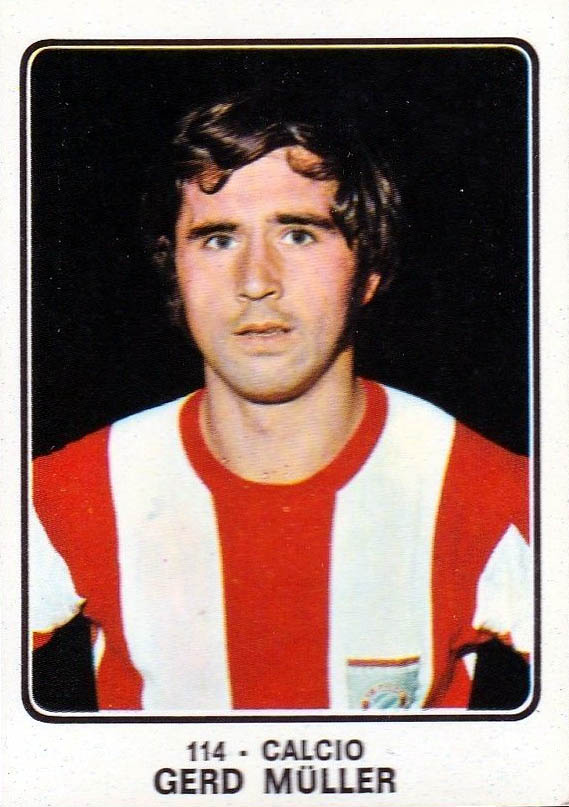
Gerd Müller.

Le « Hall of Fame » du FC Bayern Munich est une liste officielle de seize joueurs éditée par le Bayern Munich[Quand ?] pour honorer les joueurs emblématiques du club. Giovane Élber et Bixente Lizarazu en sont les seuls joueurs étrangers.
Le défenseur Konrad Heidkamp (de), qui joue au club de 1928 à 1937 est le seul joueur cité dont la période d'activité date d'avant les années 1960.
Parmi les autres joueurs du Hall of Fame, on retrouve le trio Beckenbauer-Maier-Müller, colonne vertébrale de l'équipe emblématique des années 1960-1970. Franz Beckenbauer (1964–1977, défenseur), surnommé le Kaiser, est le plus grand joueur de l'histoire du club et capitaine de la génération qui remporte trois années de suite la Coupe des champions (1974, 1975, 1976). Au cœur des années 1970, le Bayern tire sa force de son mental, de sa complémentarité, de sa puissance physique, mais aussi et surtout du talent de son leader, lequel, mieux que quiconque, fait repartir le jeu de derrière et prend les bonnes décisions. Sepp Maier (1962–1979, gardien) passe lui 14 saisons au Bayern à accumuler les titres. Son agilité et ses réflexes lui valent le surnom de Katze von Anzing (le chat d'Anzing). En finale de la Coupe des champions 1975, il livre une prestation exceptionnelle face à Leeds United (2-0). Gerd Müller (1964–1979, attaquant), connu comme Der Bomber, un sobriquet qui en dit long sur ses qualités d'attaquant. Sept fois meilleur buteur de RFA, il inaugure le style du renard des surfaces. Il est aussi le premier Ballon d'or allemand en 1970.

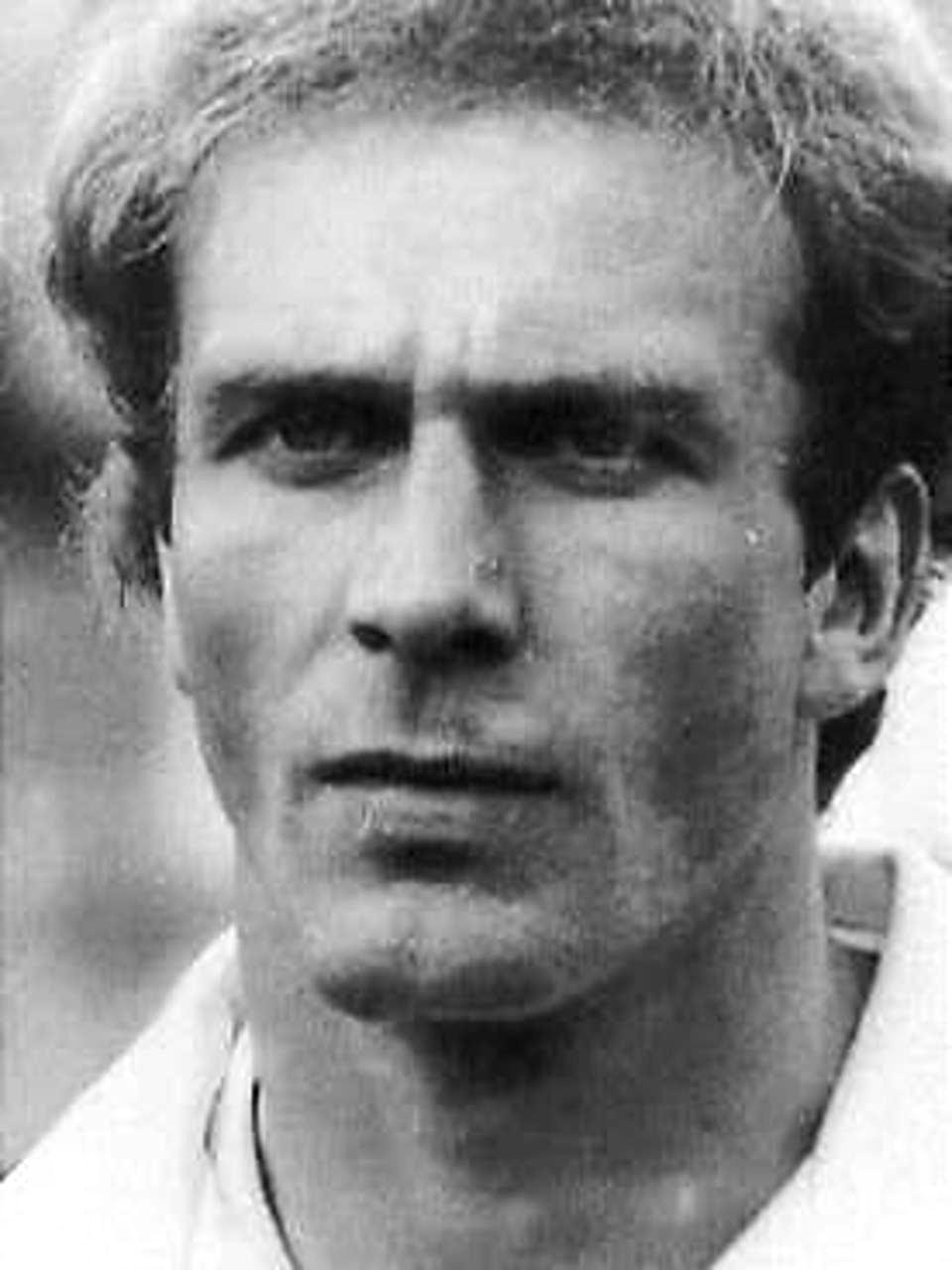
Karl-Heinz Rummenigge en 1982.

À ce trio, plusieurs joueurs viennent se greffer pour alors former une des meilleures équipes du monde comme Franz Roth (1966-1981, milieu). Le 12 mai 1976, le milieu défensif du Bayern Munich marque le seul but de la finale de la Coupe des clubs champions européens 1975-1976, plongeant les Verts et la France entière dans la désolation. Hans-Georg Schwarzenbeck (1966–1981, défenseur), inséparable partenaire de Beckenbauer en défense centrale en club comme en sélection, il effectue la totalité de sa carrière en Bavière. Son but en prolongation contre l'Atletico en 1974, lors de la première finale de Coupe des champions du club, permet à l'équipe de rester en jeu pour ensuite remporter le trophée. Uli Hoeneß (1970–1978, attaquant) malgré sa carrière stoppée prématurément fait partie de cette liste. Milieu offensif ou attaquant, il est une légende du Bayern. C'est lui qui inscrit deux des quatre buts munichois lors de la finale rejouée de Coupe des champions contre l'Atletico Madrid (4-0), en 1974. Blessé en 1975, il met un terme à sa carrière à seulement 27 ans. Il devient manager général du club pendant trente ans puis président du conseil de surveillance en 2009. Paul Breitner (1970–1974 puis 1978–1983, défenseur ou milieu), champion d'Europe avec le Bayern (et du monde avec la RFA) en 1974 au poste d'arrière gauche, il quitte Munich cette année-là pour le Real Madrid en raison d'un conflit avec Franz Beckenbauer. De retour au Bayern en 1978 (après le départ de Beckenbauer) en tant que milieu de terrain, il conduit le club bavarois à plusieurs titres (1980 et 1981), à la finale de la Coupe des champions 1982 et réintègre la Nationalmanschaft pour le Mondial 1982 en Espagne.

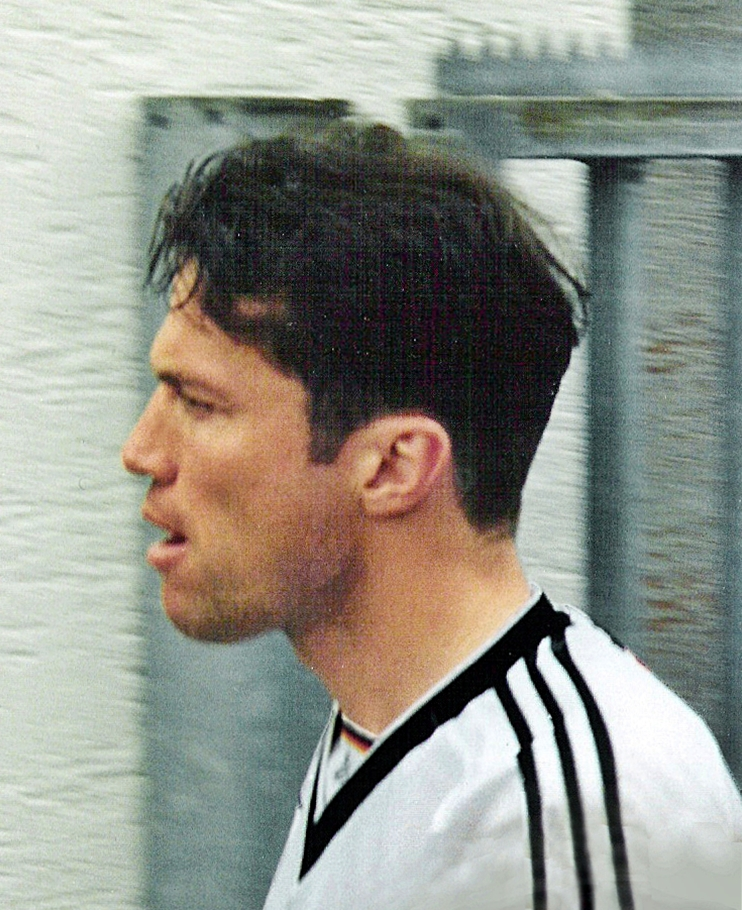
Lothar Matthäus, ballon d'or 1990.

Succédant à Paul Breitner, parti au Real Madrid, Karl-Heinz Rummenigge (1974–1984, attaquant) arrive au Bayern en 1974. Il éblouit par sa capacité à dribbler plus que par ses qualités de finisseur, un rôle encore dévolu à cette époque à Gerd Müller. C'est à la fin des années 1970 que Kalle s'impose à la pointe de l'attaque munichoise, où il fait des merveilles. Vainqueur de la Coupe des champions 1976 contre Saint-Étienne et capitaine malheureux en 1982 contre Aston Villa, Rummenige est élu deux fois Ballon d'or en 1980 et 1981. Durant la même période, Klaus Augenthaler (1976–1991, défenseur) ne connait qu'un seul club : le Bayern Munich. Capitaine à partir de 1984, le défenseur central est sept fois champion. Il est par la suite entraîneur adjoint du club pendant cinq ans.

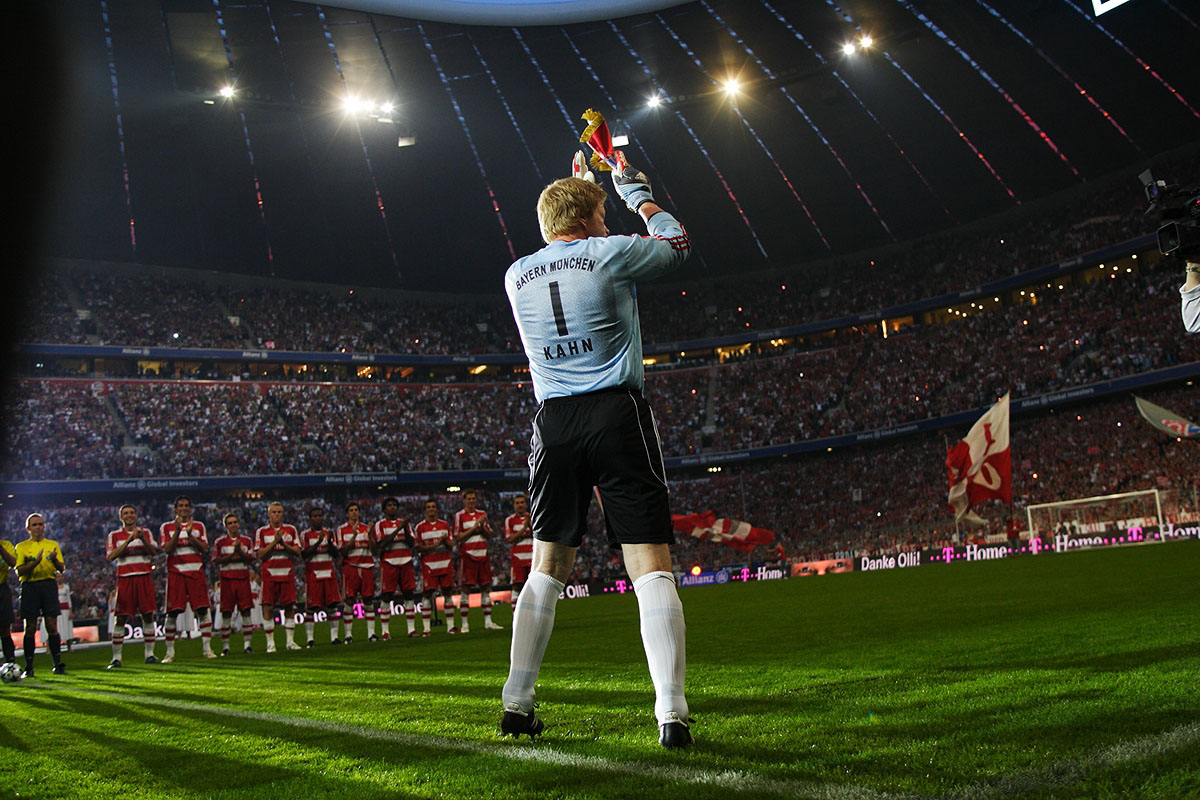
Oliver Kahn, gardien et capitaine légendaire.

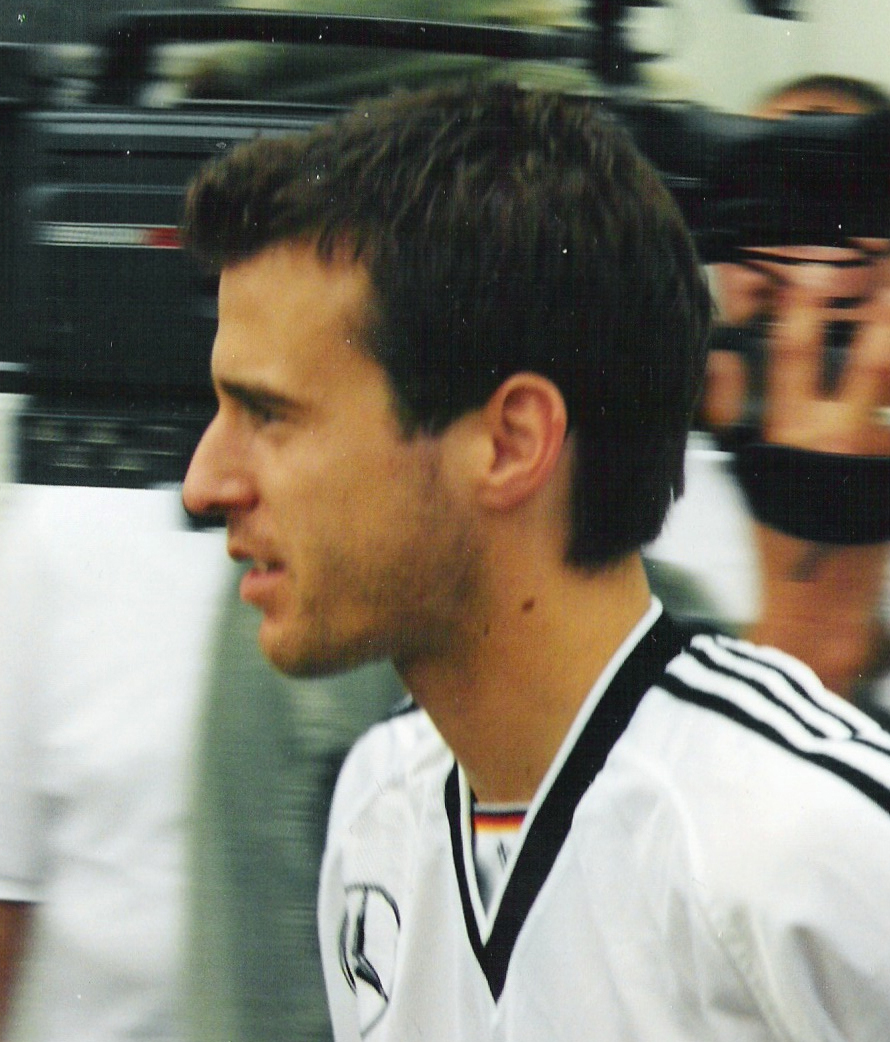
Mehmet Scholl

Lothar Matthäus (1984–1988 puis 1992–2000, milieu puis défenseur), Champion du monde 1990 et Ballon d'or la même année, est un joueur emblématique du Bayern des années 1980 et 1990. Grand meneur d'homme, aussi à l'aise dans les phases défensives qu'offensives, Matthaus gagne presque tout avec le Bayern, excepté la Ligue des champions (défaite en finale en 1999 face à Manchester United). Il quitte le Bayern en 2000 à 39 ans. Il croise par intermittence Stefan Effenberg (1990–1992 puis 1998–2002, milieu). Joueur de caractère, voire caractériel, le milieu de terrain est le leader du Bayern entre 1998 et 2002, après un premier passage de 1990 à 1992. Très technique et doté d'une remarquable frappe de balle, il conduit ses coéquipiers à la victoire en Ligue des champions en 2001. Dans le même temps deux jeunes joueurs sortent du centre de formation : Scholl et Kahn. Mehmet Scholl (1992–2007, milieu) passe quinze saisons en Bavière et un palmarès riche de huit Championnats, cinq Coupes d'Allemagne, une Coupe de l'UEFA en 1996 et une Ligue des champions en 2001. Joueur technique et instinctif, Scholl reste une icône du Bayern. Il intègre l'encadrement technique dès 2008 et dirige ensuite l'équipe réserve. À 25 ans, Oliver Kahn (1994–2008, gardien) succède au prestigieux Raimond Aumann dans les buts bavarois. En quatorze saisons au club, il gagne tout : une Coupe de l'UEFA en 1996, huit titres de champion, six coupes et une Ligue des champions en 2001. Leader autoritaire, Kahn sait transmettre à son équipe sa rage de vaincre.

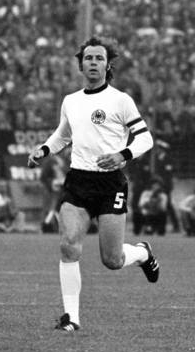
Franz Beckenbauer,second capitaine del'histoire en Bundesligapuis entraîneur et président du club.

Arrivés tous deux en 1997, Élber et Lizarazu sont les seuls joueurs étrangers de cette liste. Giovane Élber (1997–2003, attaquant) éclabousse de sa classe les pelouses de Bundesliga. Quatre fois champion d'Allemagne (1999, 2000, 2001 et 2003), vainqueur de la Ligue des champions 2001, Elber marque 115 buts en 229 matches avec le Bayern. Bixente Lizarazu (1997–2004 puis 2005–2006, défenseur) compte lui six titres de champion d'Allemagne et une Ligue des champions en 2001. Il est élu trois fois meilleur arrière latéral de Bundesliga. Un mental de guerrier et un fort tempérament qui ne peuvent que convenir au Bayern.

#### Capitaines
Les capitaines du Bayern Munich depuis la création de la Bundesliga. En 2008, le Néerlandais Mark van Bommel devient le premier capitaine étranger.
Lors de son dernier match, le 2 août 2008, Oliver Kahn est élu capitaine honoraire du Bayern Munich par les administrateurs du FCB.
- 1965 - 1970 :  Werner Olk
- 1970 - 1977 :  Franz Beckenbauer
- 1977 - 1979 :  Sepp Maier
- 1979 :  Gerd Müller
- 1979 - 1980 :  Hans-Georg Schwarzenbeck
- 1980 - 1983 :  Paul Breitner
- 1983 - 1984 :  Karl-Heinz Rummenigge
- 1984 - 1991 :  Klaus Augenthaler
- 1991 - 1994 :  Raimond Aumann
- 1994 - 1996 :  Lothar Matthäus
- 1997 - 1999 :  Thomas Helmer
- 1999 - 2002 :  Stefan Effenberg
- 2002 - 2008 :  Oliver Kahn
- 2008 - 2011 :  Mark van Bommel
- 2011 - 2017 :  Philipp Lahm
- Depuis 2017 - :  Manuel Neuer

#### Records
| Rang | Joueurs                | Période   | Bundesliga | DFB Pokal | Europe | Autres | Total |
| ---- | ---------------------- | --------- | ---------- | --------- | ------ | ------ | ----- |
| 1er  | Thomas Müller          | 2008-2025 | 13         | 6         | 4      | 10     | 33    |
| 2e   | Manuel Neuer           | 2011-0000 | 12         | 5         | 4      | 8      | 29    |
| 3e   | David Alaba            | 2009-2021 | 10         | 6         | 4      | 6      | 26    |
| 4e   | Jérôme Boateng         | 2011-2021 | 9          | 5         | 4      | 7      | 25    |
| 5e   | Javi Martínez          | 2012-2021 | 9          | 5         | 4      | 6      | 24    |
| 6e   | Oliver Kahn            | 1994-2008 | 8          | 6         | 2      | 7      | 23    |
| 7e   | Bastian Schweinsteiger | 2002-2015 | 8          | 7         | 2      | 5      | 22    |
| 7e   | Franck Ribéry          | 2007-2019 | 9          | 6         | 2      | 5      | 22    |
| 9e   | Philipp Lahm           | 2002-2017 | 8          | 6         | 2      | 5      | 21    |
| 10e  | Arjen Robben           | 2009-2019 | 8          | 5         | 2      | 5      | 20    |
| 10e  | Joshua Kimmich         | 2015-0000 | 8          | 3         | 2      | 7      | 20    |
| 10e  | Kingsley Coman         | 2015-0000 | 8          | 3         | 2      | 7      | 20    |

Mis à jour le : 27 mai 2025
| #  | Nom                      | Période   | Matchs |
| -- | ------------------------ | --------- | ------ |
| 1  | Thomas Müller            | 2008-2025 | 756    |
| 2  | Sepp Maier               | 1962-1979 | 709    |
| 3  | Oliver Kahn              | 1994-2008 | 632    |
| 4  | Gerd Müller              | 1964-1979 | 613    |
| 5  | Franz Beckenbauer        | 1964-1977 | 584    |
| 6  | Manuel Neuer             | 2011-0000 | 562    |
| 7  | Hans-Georg Schwarzenbeck | 1966-1981 | 554    |
| 8  | Klaus Augenthaler        | 1976-1991 | 551    |
| 9  | Philipp Lahm             | 2002-2017 | 517    |
| 10 | Bernd Dürnberger         | 1972-1985 | 511    |

| #  | Nom                   | Période   | Buts |
| -- | --------------------- | --------- | ---- |
| 1  | Gerd Müller           | 1964-1979 | 570  |
| 2  | Robert Lewandowski    | 2014-2022 | 344  |
| 3  | Thomas Müller         | 2008-2025 | 250  |
| 4  | Rainer Ohlhauser      | 1961-1970 | 224  |
| 5  | Karl-Heinz Rummenigge | 1974-1984 | 217  |
| 6  | Roland Wohlfarth      | 1984-1993 | 156  |
| 7  | Dieter Hoeneß         | 1979-1987 | 145  |
| 8  | Arjen Robben          | 2009-2019 | 144  |
| 9  | Giovane Élber         | 1997-2003 | 139  |
| 10 | Dieter Brenninger     | 1962-1971 | 138  |

| #  | Nom                    | Période   | Passes décisives |
| -- | ---------------------- | --------- | ---------------- |
| 1  | Thomas Müller          | 2008-2025 | 268              |
| 2  | Franck Ribéry          | 2007-2019 | 182              |
| 3  | Mehmet Scholl          | 1992-2007 | 106              |
| 4  | Joshua Kimmich         | 2015-0000 | 103              |
| 5  | Gerd Müller            | 1964-1979 | 102              |
| 6  | Arjen Robben           | 2009-2019 | 101              |
| 7  | Bastian Schweinsteiger | 2002-2015 | 99               |
| 8  | Franz Beckenbauer      | 1964-1977 | 75               |
| 9  | Robert Lewandowski     | 2014-2022 | 73               |
| 10 | Philipp Lahm           | 2002-2017 | 70               |

### Transferts les plus coûteux
| N° | Nom              | Montant  | Provenance         | Année | Réf.   |
| -- | ---------------- | -------- | ------------------ | ----- | ------ |
| 1  | Harry Kane       | 100 M€   | Tottenham Hotspur  | 2023  |        |
| 2  | Lucas Hernandez  | 80 M€    | Atlético de Madrid | 2019  | [ 52 ] |
| 3  | Matthijs de Ligt | 67 M€    | Juventus FC        | 2022  | [ 53 ] |
| 4  | Kim Min-jae      | 50 M€    | SSC Naples         | 2023  |        |
| 5  | Leroy Sané       | 49 M€    | Manchester City    | 2020  | [ 54 ] |
| 6  | Dayot Upamecano  | 42,50 M€ | RB Leipzig         | 2021  | [ 55 ] |
| 7  | Corentin Tolisso | 41,50 M€ | Olympique lyonnais | 2017  | [ 56 ] |
| 8  | Javi Martínez    | 40 M€    | Athletic Bilbao    | 2012  | [ 57 ] |
| 9  | Arturo Vidal     | 39,25 M€ | Juventus FC        | 2015  | [ 58 ] |
| 10 | Mario Götze      | 37 M€    | Borussia Dortmund  | 2013  | [ 59 ] |

| N° | Nom                | Montant  | Destination         | Année | Réf.   |
| -- | ------------------ | -------- | ------------------- | ----- | ------ |
| 1  | Robert Lewandowski | 45 M€    | FC Barcelone        | 2022  |        |
| 2  | Lucas Hernandez    | 45 M€    | Paris Saint-Germain | 2023  | [ 61 ] |
| 3  | Douglas Costa      | 40 M€    | Juventus FC         | 2018  |        |
| 4  | Benjamin Pavard    | 32 M€    | Inter Milan         | 2023  |        |
| 5  | Mats Hummels       | 30,50 M€ | Borussia Dortmund   | 2019  |        |
| 6  | Toni Kroos         | 25 M€    | Real Madrid         | 2014  |        |
| 7  | Owen Hargreaves    | 25 M€    | Manchester United   | 2007  |        |
| 8  | Thiago Alcántara   | 22 M€    | Liverpool FC        | 2020  |        |
| 9  | Mario Götze        | 22 M€    | Borussia Dortmund   | 2016  |        |
| 10 | Mario Mandžukić    | 22 M€    | Atlético de Madrid  | 2014  |        |

### Effectif professionnel actuel
Le premier tableau liste l'effectif professionnel du Bayern Munich pour la saison 2025-2026. Le second recense les prêts effectués par le club lors de cette même saison.
En grisé, les sélections de joueurs internationaux chez les jeunes mais n'ayant jamais été appelés aux échelons supérieurs une fois l'âge-limite dépassé
ou les joueurs ayant pris leur retraite internationale.
Note : Le numéro 5 a été retiré par le club. En effet, le 5 représente le numéro que portait Franz Beckenbauer, joueur légendaire du Bayern Munich de 1964 à 1977.

### Distinctions individuelles reçues
| Joueurs de champ | Gardiens | Entraîneurs |
| --- | --- | --- |
| - Ballon d'or - Gerd Müller - 1970 - Franz Beckenbauer - 1972, 1976 - Karl-Heinz Rummenigge - 1980, 1981 - Lothar Matthäus - 1990 - Soulier d'or européen - Gerd Müller (38 buts) - 1970 - Gerd Müller (40 buts) - 1972 - Robert Lewandowski (41 buts) - 2021 - Robert Lewandowski (35 buts) - 2022 - Joueur UEFA de l'année - Stefan Effenberg - 2001 - Franck Ribéry - 2013 - Robert Lewandowski - 2020 - The Best, Joueur de la FIFA - Robert Lewandowski - 2020, 2021 | - Meilleur gardien de l'année UEFA - Oliver Kahn - 1999, 2000, 2001, 2002 - Manuel Neuer - 2013, 2014, 2020 - Meilleur gardien de football de l'année - Oliver Kahn - 1999, 2001, 2002 - Manuel Neuer - 2013, 2014, 2015, 2016, 2020 | - Meilleur entraîneur de l'année UEFA - Ottmar Hitzfeld - 2001 - Hans-Dieter Flick - 2020 - Meilleur entraîneur de l'année FIFA - Jupp Heynckes - 2013 |

## Identité du club

### Couleurs et tenues

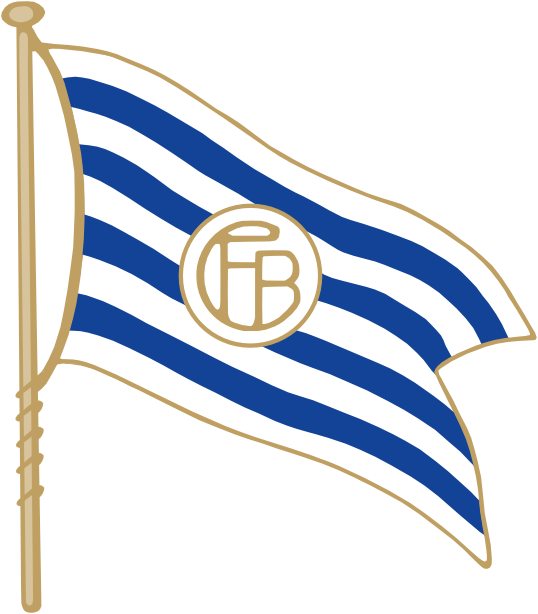
Première bannière du club, en 1900-1901.

À la constitution initiale du club, les couleurs du Bayern sont désignées comme blanc et bleu, mais le club joue en maillot blanc et short noir jusqu'en 1905, quand le Bayern rejoint le Münchener SC. Le MSC décrète que les footballeurs doivent jouer en short rouge et maillot blanc. Les joueurs du club sont alors appelés les "shorts rouges", ce qui est vécu comme une insulte.
Le Bayern joue ensuite en rouge et blanc pour la plupart de son existence, mais le bleu est adopté à quelques occasions. Lors de la saison 1968-1969, les maillots sont rayés de bleu et de rouge, et les shorts et les chaussettes sont bleu. Le Bayern porte également des rayures rouges et bleues entre 1995 et 1997, année où le bleu devient la couleur dominante pour la première fois quand Adidas publie un kit bleu marine à domicile avec une bande rouge sur la poitrine. En 1999, le Bayern revient à un kit à dominante rouge avec les manches bleues et en 2000 le club a publié un kit tout rouge traditionnelle avec les rayures blanches pour être portés en Ligue des champions.
Le kit extérieur porte une large gamme de couleurs au fil des ans, y compris le blanc, le noir, le bleu, l'or et le vert. En 2009, alors que le kit domicile est rouge, celui pour l'extérieur est bleu foncé tandis que le troisième maillot est blanc. Pour la saison 2010-2011, le Bayern joue en maillot rayé rouge et blanc à l'Allianz Arena, haut blanc avec bas bleu foncé à l'extérieur, et ensemble bleu foncé pour tous les matchs internationaux. Pour la saison 2012-2013, le Bayern joue en maillot rouge et or à la maison, les deux autres tenues sont blanches et orange.
Dans les années 1980 et 1990, le Bayern utilise un kit spécial à l'extérieur pour jouer contre le FC Kaiserslautern. Alors que le Bayern restait sur une série de 8 défaites et 2 nuls sur le terrain de Kaiserslautern entre 1975 et 1982, le président Uli Hoeness décide d'utiliser en 1983 un jeu de maillot représentant les couleurs de l'équipe du Brésil (bleu et jaune) afin de symboliser le nouveau départ à prendre contre cet adversaire. Le Bayern s'impose et réutilise ce maillot les saisons suivantes.
Les couleurs du club étant le rouge et le blanc, l'introduction du bleu est mal perçu par les supporters. Le 26 novembre 2018, le club déclare qu'après discussion avec les groupes de supporters la tenue domicile sera désormais uniquement en rouge et blanc.
| 1900-1945 | 1967    | 1971-73 | 1974-1976 | 1991-93 | 1993-95 | 1995-97 | 1997-99 | 1999-2001 | 2001-03   |
| 2003-05   | 2005-06 | 2006-07 | 2007-09   | 2009-10 | 2010-11 | 2011-13 | 2013-14 | 2014-15   | 2017-2018 |

### Logos

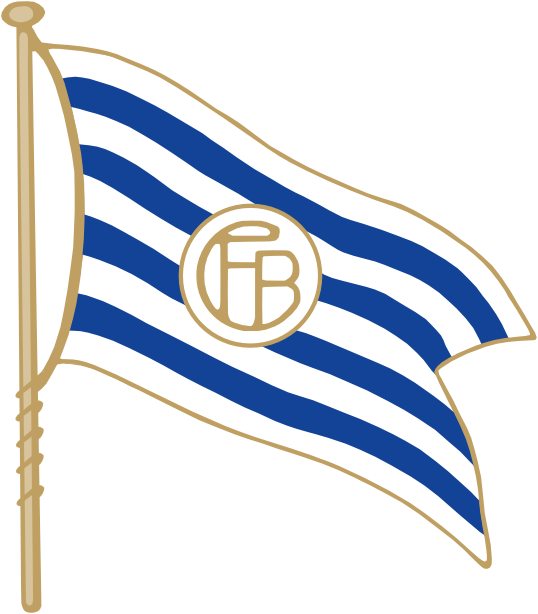
1900-1901
1902-1906
1906-1908
1919-1920
1931-1935
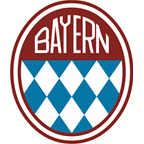
1955-1966
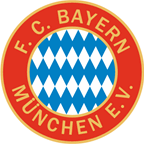
1966-1967
1967-1997
1997-2002
2002-2017
2017-2024
Depuis 2024
Logo des 125 ans (2025)

## Structures du club

### Finances

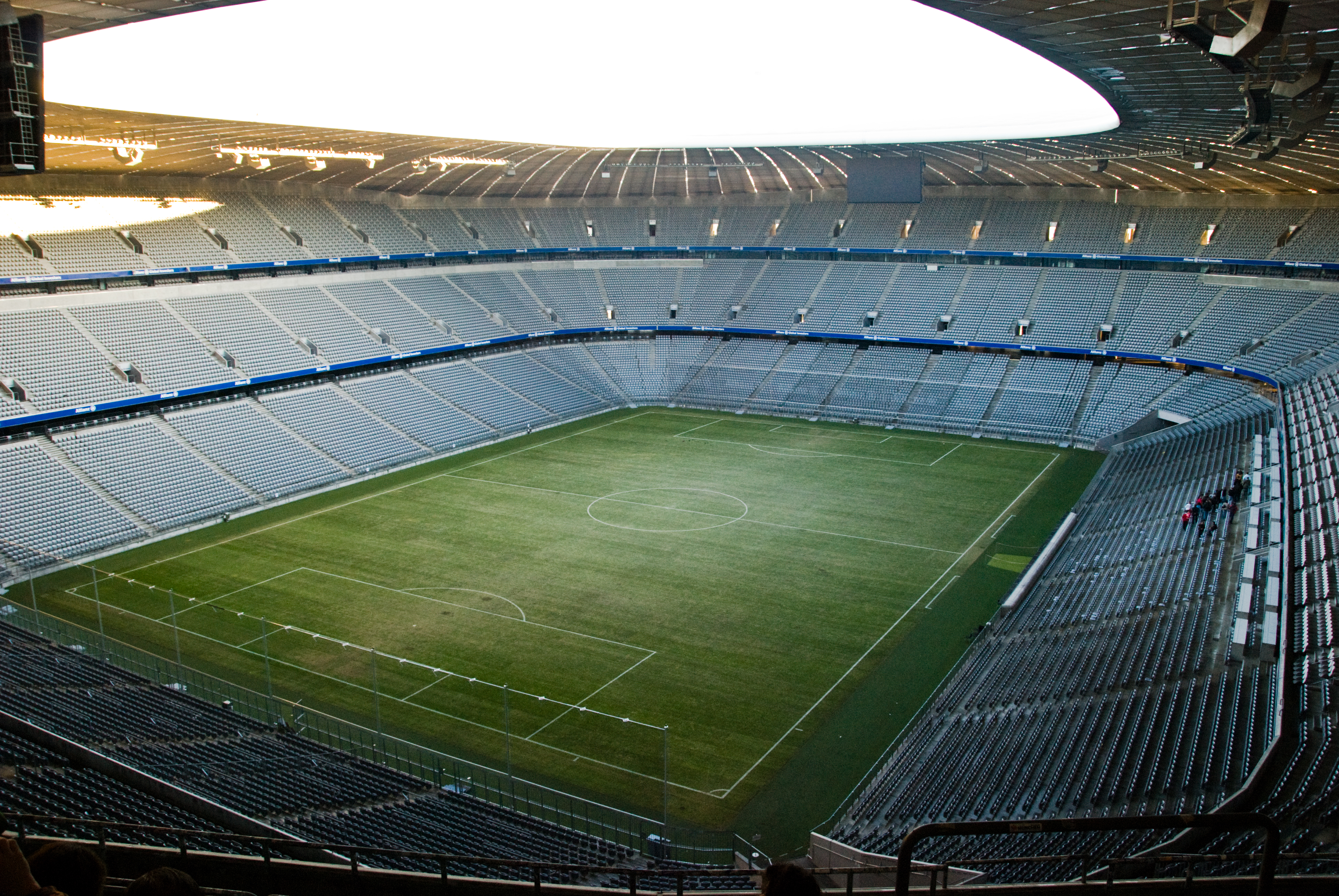
La Bayern rachète les parts du Munich 1860 en 2008 et devient totalement propriétaire de l'Allianz Arena.

À l'intersaison 2013, le club conserve des comptes excédentaires pour la vingtième année, ses fonds propres de 278 millions d'euros et une trésorerie estimée à 127,2 millions. Le Bayern Munich construit ses succès sportifs sur un modèle économique pérenne avec maîtrise des coûts et stratégie de diversification des ressources en guise de fondamentaux. Il est considéré comme un exemple pour le football européen, dont l'endettement reste endémique. Alors que l'ensemble des clubs européens cumule alors 1,7 milliard d'euros de pertes pour l'exercice 2011-2012 selon l'UEFA, le club bavarois affiche 11 millions de profits dans la même période. Le Bayern est en effet dans l'obligation d'équilibrer ses comptes pour s'autofinancer comme l'ensemble des clubs de Bundesliga. Une disposition édictée en 2002, surnomée règle du 50+1, stipule en effet que 50 % + 1 part d'un club allemand doivent appartenir à ses membres. Cette règle rend impossible toute prise de contrôle par un investisseur privé. Et en conséquence ferme la porte d'entrée aux oligarques russes ou aux capitaux du Golfe. « Cette mesure garantit notre indépendance et nous préserve de certaines dérives financières. Le Bayern ne reverse pas de dividendes à des actionnaires. Nos profits servent à nous refinancer et à investir sur le marché des transferts en ciblant des joueurs d'avenir. Nous utilisons notre argent de manière rationnelle », assure Karl-Heinz Rummenigge, alors président du conseil d'administration du Bayern Munich.

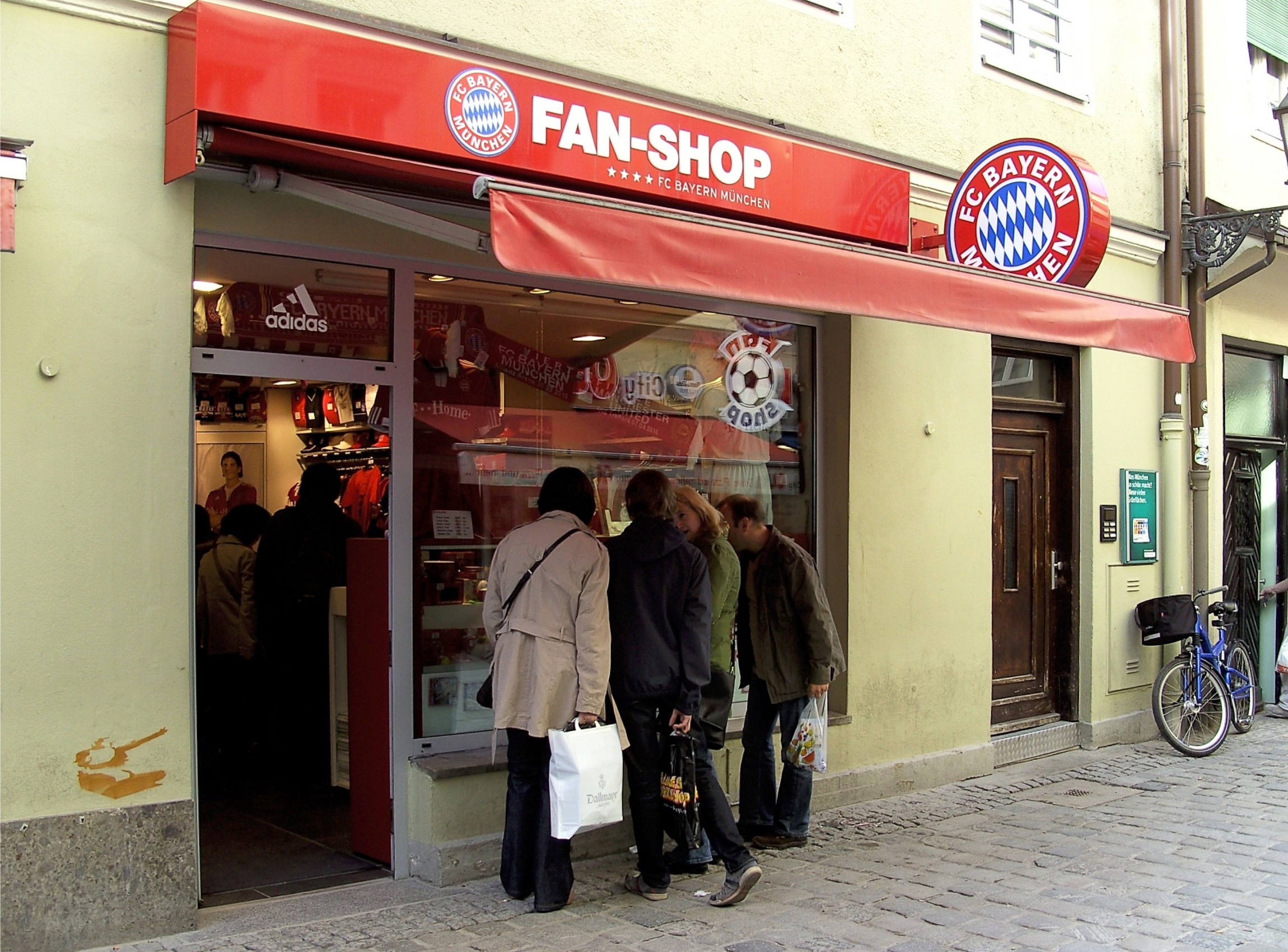
Boutique de supporters à Munich.

Précurseur avant l'heure du fair-play financier, auquel les clubs qualifiés pour les compétitions de l'UEFA doivent se conformer à l'horizon 2014, le Bayern ne dépense pas plus d'argent qu'il n'en génère. Sa masse salariale estimée alors à 156 millions d'euros représente seulement 47 % de ses revenus. Ce faible ratio comparé aux usages de certains concurrents européens permet au Bayern de dégager des fonds pour renforcer ses structures comme la construction de l'Allianz Arena et investir dans la formation.
Quatrième club le plus du riche du monde à cette époque (373,4 millions d'euros de revenus pour 2011-2012 et plus de 400 millions lors de la suivante), le Bayern s'appuie sur des recettes équilibrées, le préservant même d'un retournement de conjoncture. Ainsi les droits télés domestiques (36,7 millions) ne représentent alors que 11 % du budget du club, contre notamment 39 % pour la billetterie (129,2 millions d'euros), 25 % de sponsoring (82,3 millions d'euros) et 17 % pour le merchandising (57,5 millions d'euros).
La prospérité du club tient à sa capacité à élargir ses différents postes de ressources avec, au cœur du dispositif, l'Allianz Arena dont il devient l'unique propriétaire après avoir racheté les parts détenues par l'autre club de la ville, le TSV Munich 1860. Les coûts de construction (346 millions d'euros) de ce stade de 71 000 places seront intégralement remboursés en 2020. Édifié en 2005, l'enceinte, dont le naming rapporte 6 millions annuels, affiche complet depuis son inauguration. Grâce à son espace restauration et sa boutique officielle qui ravissent les supporteurs, l'Allianz Arena est une véritable cash machine. « L'Allianz Arena a permis au club de changer de dimension et de développer une politique de marketing efficace. Nos contrats de sponsoring ont tous été renégociés à la hausse », explique Karl-Heinz Rummenigge.

### Sponsoring
| Marque                   | Période     |
| ------------------------ | ----------- |
| Adidas                   | 1974–1978   |
| Magirus-Deutz bzw. Iveco | 1978–1984   |
| Commodore                | 1984–1989   |
| Opel                     | 1989–2002   |
| Deutsche Telekom         | depuis 2002 |

Adidas, Sponsor et actionnaire à hauteur de 8,33 % du FC Bayern AG.

Le Bayern revendique 32 partenaires commerciaux répartis en trois catégories : les deux principaux (Adidas et Deutsche Telekom) déboursent 25 millions d'euros par saison, les premiums (dont Allianz, Audi, Coca-Cola, Samsung ou Lufthansa) s'acquittent d'un ticket d'entrée annuel de 5 millions, tandis que les classiques (dont Nestlé, Sheraton, Siemens ou Continental) versent 2 millions. Pour une manne globale de 82,3 millions annuels validant une politique commerciale en adéquation avec l'identité du club. « Nous avons étudié le système de formation de l'Ajax Amsterdam, la politique de sponsoring de Manchester United ou la gestion du merchandising des San Francisco 49ers mais, finalement, nous nous sommes appuyés sur nos spécificités pour développer notre propre modèle », insiste le dirigeant.
Partenaire du Bayern Munich depuis 2002, Deutsche Telekom renouvelle pour trois ans le contrat de sponsoring qui le lie au club Bavarois fin 2009 pour un montant de 25 M€ annuels. Il continue ainsi, entre autres, d'apparaître sur les maillots des joueurs du club. La particularité de cet accord réside dans le fait que le montant varie à la hausse comme à la baisse selon les résultats du club sur la scène européenne notamment.
En 2011, le Bayern Munich renouvelle jusqu'en 2020 son engagement avec l'équipementier Adidas, portant à 60 ans la durée de leur union.
Si, sur les pelouses, le club bavarois est sponsorisé par Adidas, en dehors du terrain, c'est la marque Hugo Boss qui prend le relais. Joueurs et membres du staff du Bayern Munich revêtent la collection de costumes « Boss black » lors des sorties officielles. Une tenue spéciale Ligue des Champions est prévue pour la saison 2010-2011 : blazer marine et pantalon gris.
Le Bayern et le Qatar Airways sont partenaires depuis 2018. En juin 2023, le club met fin à l'accord de parrainage de 100 millions d'euros. Le club est fortement critiqué en Allemagne pour ce partenariat en raison d'accusations de violations des droits de l'homme au Qatar.

### Stades

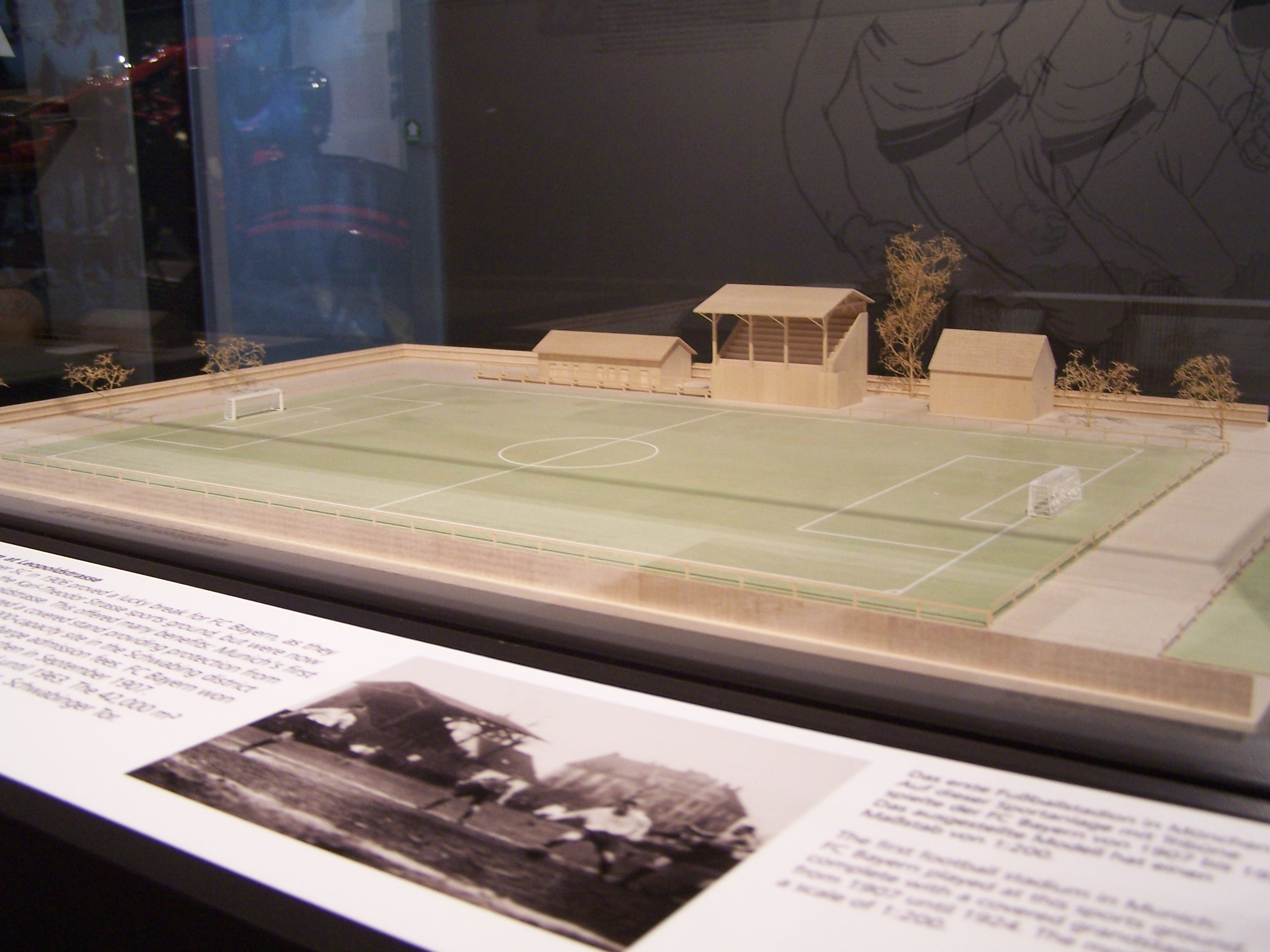
Modèle du Leopoldstrasse, stade utilisé de 1906 à 1924

Le Bayern effectue ses premiers entraînement à la Schyrenplatz dans le centre de Munich. Les premiers matchs officiels ont lieu sur la Theresienwiese. En 1901, le Bayern déménage à son premier stade, le Clemensstraße dans Schwabing.

#### Stadion Leopoldstraße (1906-1924)
Après avoir rejoint le Münchner Sport-Club en 1906, le Bayern se déplace au Leopoldstraße, terrain de MSC, en mai 1907.
Avec sa tribune couverte offerte par l'usine, il est le premier stade de football de Munich protégé contre le vent et les intempéries. Il possède une capacité de 8 000 places et est clôturé permettant ainsi au club de faire payer les places d'entrée. Le match d'ouverture est remporté 8-1 contre le FC Wacker Munich.
Comme les foules qui se rassemblent aux matchs à domicile du Bayern ne cessent d'augmenter au début des années 1920, le Bayern passe dans divers stades de Munich.

#### Grünwalder Stadion (1925-1972)

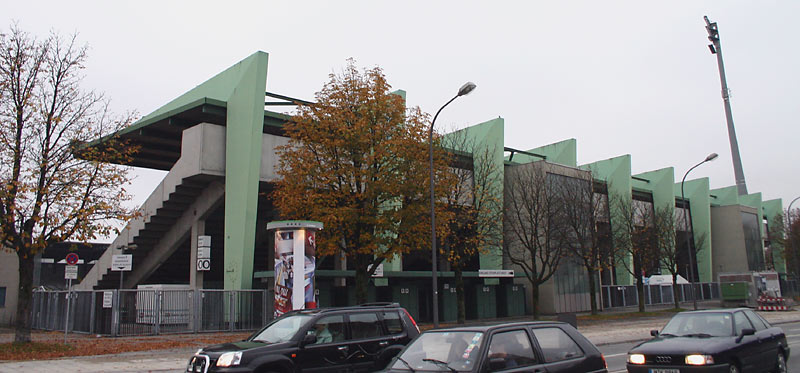
Le Grünwalder Stadion, utilisé de 1925 à 1972.

Dès 1925, le club partage le Grünwalder Stadion avec le TSV Munich 1860, les deux clubs évolueront ensuite toujours dans le même stade. Jusqu'à la Seconde Guerre mondiale, le stade appartient au Munich 1860, et est encore familièrement connu comme le Sechzger (stade de 60, en référence à Munich 1860). Il est détruit pendant la guerre puis reconstruit.
Le record d'affluence pour un match du Bayern au Grünwalder Stadion est de plus de 50 000 personnes contre 1. FC Nuremberg lors de la saison 1961-1962.
Lors de la mise en place de la Bundesliga, le stade a une capacité maximale de 44 000 places qui est atteinte à plusieurs reprises. Aujourd'hui, les équipes amateurs et jeunes des deux clubs y jouent à domicile,.

#### Olympiastadion (1972-2005)
Construit pour les Jeux olympiques d'été de 1972, par le cabinet de Günter Behnisch basé à Stuttgart, l'Olympiastadion est inauguré lors du dernier match de Bundesliga de la saison 1971-72, avec une capacité de 79 000 spectateurs, qui est atteinte en de nombreuses occasions durant son histoire. Au fil du temps, le stade olympique voit défiler les meilleures équipes du monde, les clubs les plus prestigieux comme l’Inter Milan, le FC Barcelone, le Real Madrid ou Manchester United sont tous venus défier le Bayern Munich dans son antre. Les plus grands artistes ont également défilé sur cette pelouse, dont Diego Maradona en demi-finale de la Coupe UEFA 1988-1989 avec le SSC Naples.
Le club partage une grande part de son succès avec l’Olympiastadion : 18 titres de champion, 11 Coupes d’Allemagne, 4 Coupes d’Europe des clubs champions ou Ligue des champions (1974, 1975, 1976 et 2001), le titre d'équipe de l'année 1976 et les Coupes intercontinentales en 1976 et 2001. Hélas, cette pelouse chargée d'histoire n'est plus témoin des exploits des meilleurs joueurs. Le Bayern Munich partage le stade avec le TSV 1860 Munich (football) jusqu'en 2005, année du déménagement pour l'Allianz Arena.

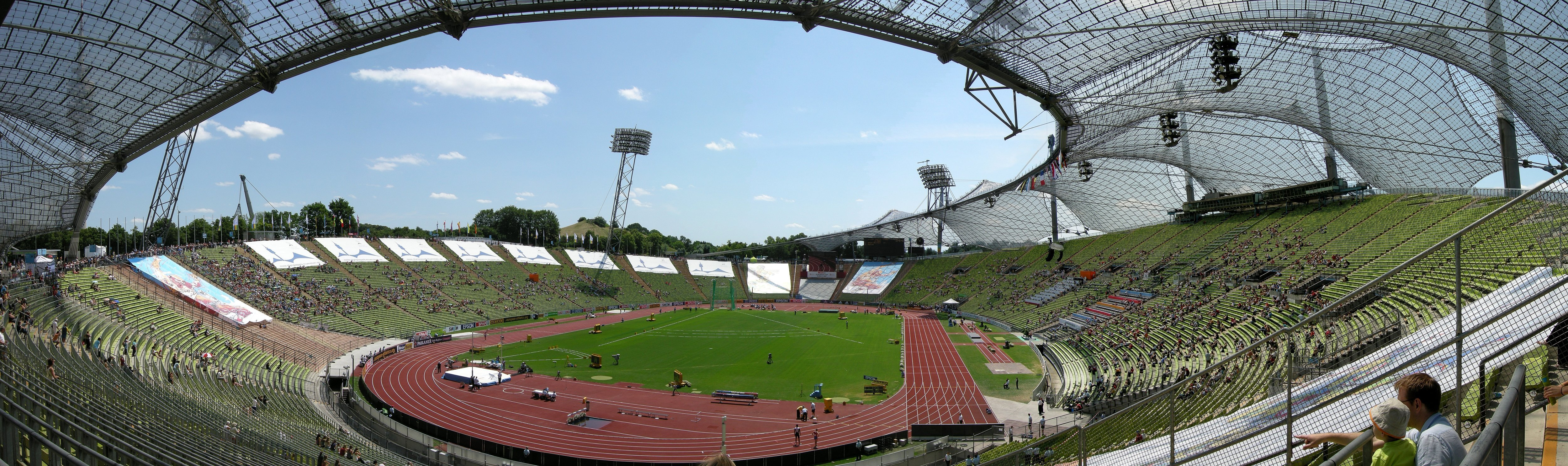
L'Olympiastadion, stade du Bayern Munich de 1972 à 2005.

#### Allianz Arena (depuis 2005)

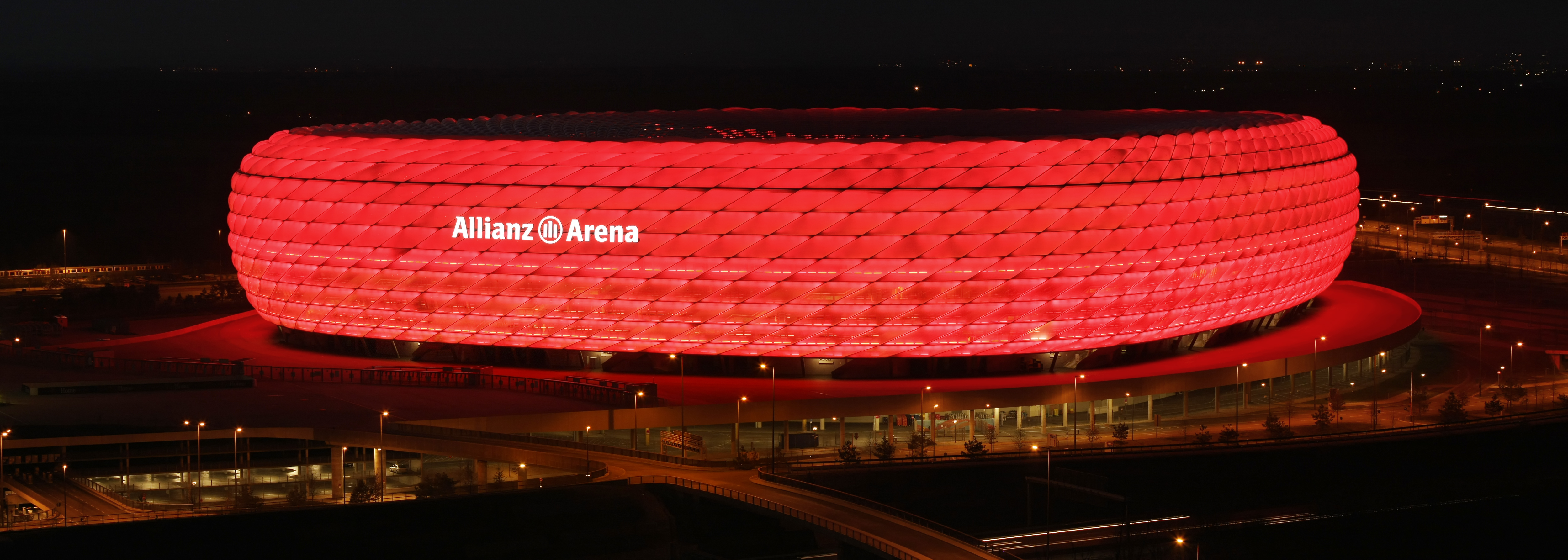
L'Allianz Arena, surnommée le « Schlauchboot » (canot pneumatique), rouge avant un match du Bayern.

Après le Grünwald Stadium et plus tard, l'Olympiastadion, l'Allianz Arena est le troisième de la longue histoire du Bayern et certainement le plus spectaculaire.
En 2002 le Bayern Munich et le TSV 1860 entreprennent conjointement la construction d'un nouveau stade, l'Allianz Arena, dans la périphérie nord de Munich. Stade le plus moderne d'Europe avec une capacité de plus de 70 000 places, il s'est déjà établi dans la conscience collective des fans de football du monde entier dans un court délai. La façade est composées de 2 760 coussins en forme de diamant formant le plus grand revêtement de la membrane du monde couvrant une superficie de 66 500 m2. Celle-ci s'illumine alternativement en rouge quand joue le Bayern Munich, en bleu pour le Munich 1860 et en blanc pour l'équipe d'Allemagne.
Cette première architecturale est conçue par les architectes de renommée mondiale Jacques Herzog et Pierre de Meuron. Le stade est particulièrement bien accueilli par le public de Munich, lors d'un référendum tenu durant l'automne 2001 qui voit une majorité écrasante de 65,8 % des citoyens munichois voter en faveur du projet de construction. La première pierre est posée le 21 octobre 2002 et moins de trois ans plus tard, le Bayern Munich affronte l'équipe d'Allemagne le 31 mai 2005 pour le match d'inauguration de l'arène. Le premier joueur à y marquer un but en match officiel est l'Anglais Owen Hargreaves lors d'une victoire 3-0 contre le Borussia Mönchengladbach.

Schéma de la propriété de l'Allianz Arena.

Environ deux millions de fans visitent le stade chaque saison avec ses 71 000 places assises et debout. Le Bayern se permet même d'afficher une affluence moyenne de 68 000 personnes en Ligue des champions, c'est-à-dire 100 %, le stade étant réduit de 3 000 places en configuration UEFA. De plus 6 000 m2 d'installations de restauration prennent soin des exigences culinaires et le plus grand parc de stationnement à étages d'Europe fournit près de 10 000 places de parking.
Depuis mai 2012, le Erlebniswelt FCB, musée du club logé à l'Allianz Arena, attire plusieurs milliers des cinq millions de visiteurs de Munich chaque année. Le plus grand musée de club de football allemand raconte l'histoire de l'association dans une installation interactive qui couvre plus de 3 000 m2. L'exposition au niveau 3 du stade dispose d'innombrables expositions y compris les trophées, les chaussures et les maillots portés par les grands joueurs du Bayern passés et présents. L'histoire du clubs est racontée en utilisant un mélange enivrant de faits et d'informations, modernes mais en même temps tout à fait authentiques. Trophées, coupes et plus de 500 autres objets sont exposés. Les visiteurs peuvent aussi visiter le gigantesque FC Bayern Megastore qui propose les produits dérivés officiels dédiés au club sur près de 1 000 m2.
Le Bayern est aujourd'hui le seul actionnaire de l'Allianz Arena. Le  TSV 1860, à l'origine lui aussi occupant du stade, est locataire jusqu'à 30 juin 2025. Selon une enquête menée par la revue politique Cicero, le stade devient le lieu de sport favori d'Allemagne ainsi que l'un des dix meilleurs sites nationaux, seulement trois ans après avoir été construit.

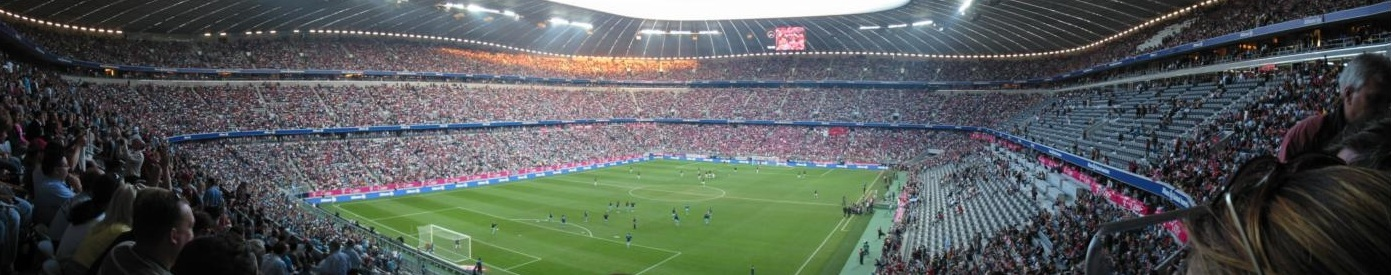
Vue intérieure de l'Allianz Arena.

### Siège, centre d'entraînement et de formation

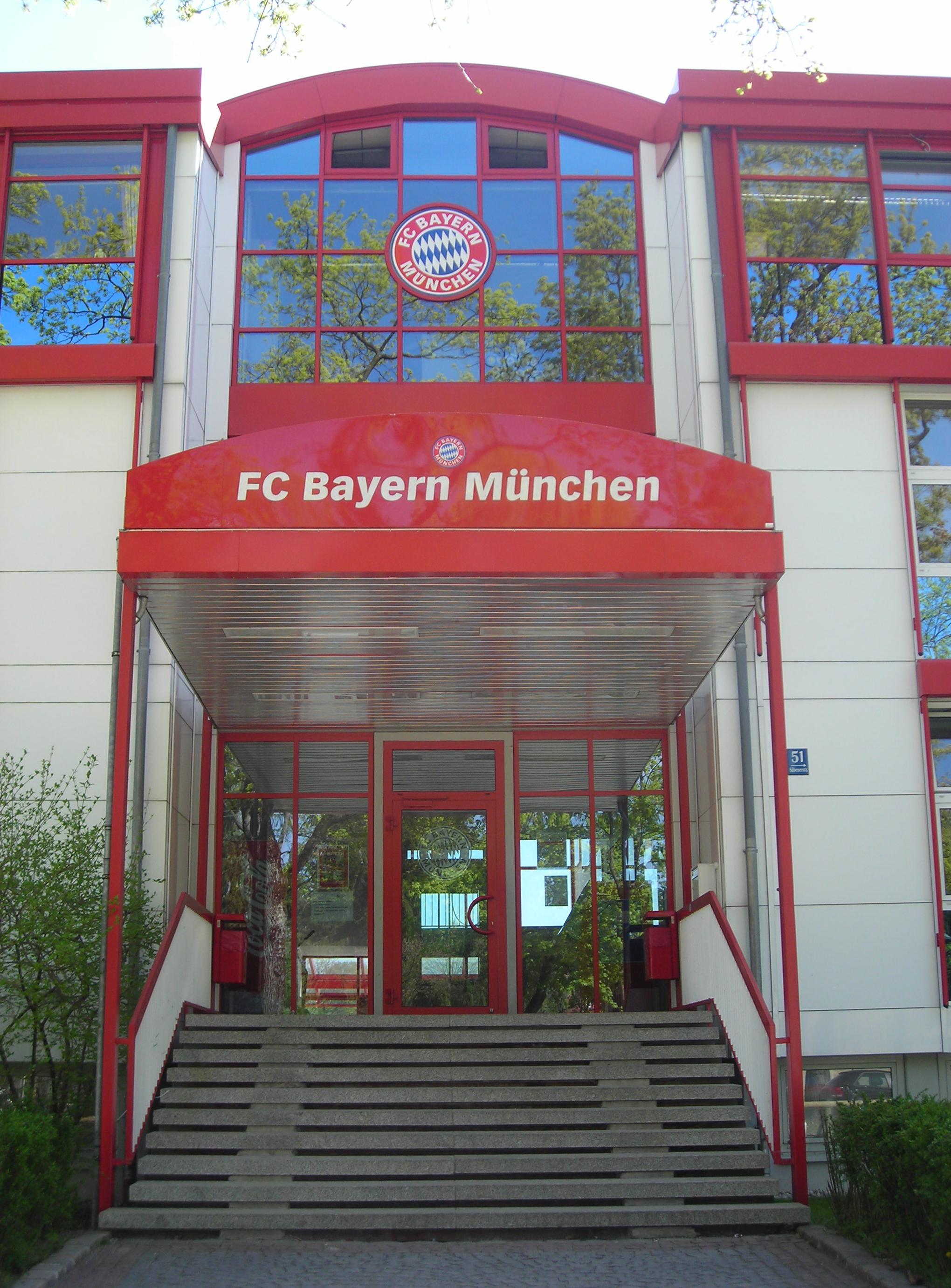
Entrée du siège social.

Après seulement quatorze mois de travaux, le ServiceCenter FCB ouvre ses portes au public en juin 2008. La nouvelle installation de la marque au siège Säbener Straße offre à ses membres, fans et clients une vaste gamme de services liés au club dont la billetterie, les bureaux des groupes de supporters et un nouveau magasin dédié au Bayern Munich. La façade de 95 mètres bénéficie d'un régime de conception rouge, des panneaux de verre anthracite et d'énormes logos du club. La réception et les bureaux de l'administration ainsi que la billetterie sont des répliques miniatures de l'Allianz Arena, fournissant l'un des nombreux plaisirs visuels du nouveau stade. Le nouveau mégastore de 250 mètres carrés est un véritable trésor pour les fidèles du club et ses superstars Ribéry, Schweinsteiger, Lahm & Co, avec les répliques des tenues, les maillots, casquettes et bien plus encore. À côté, l'agence de voyage Bayern Tours offre un service complet idéal pour les professionnels et particuliers, et propose des activités sportives et autres services de voyage aux supporters. Le parking hors-sol possède une capacité de 65 voitures et quatre bus.

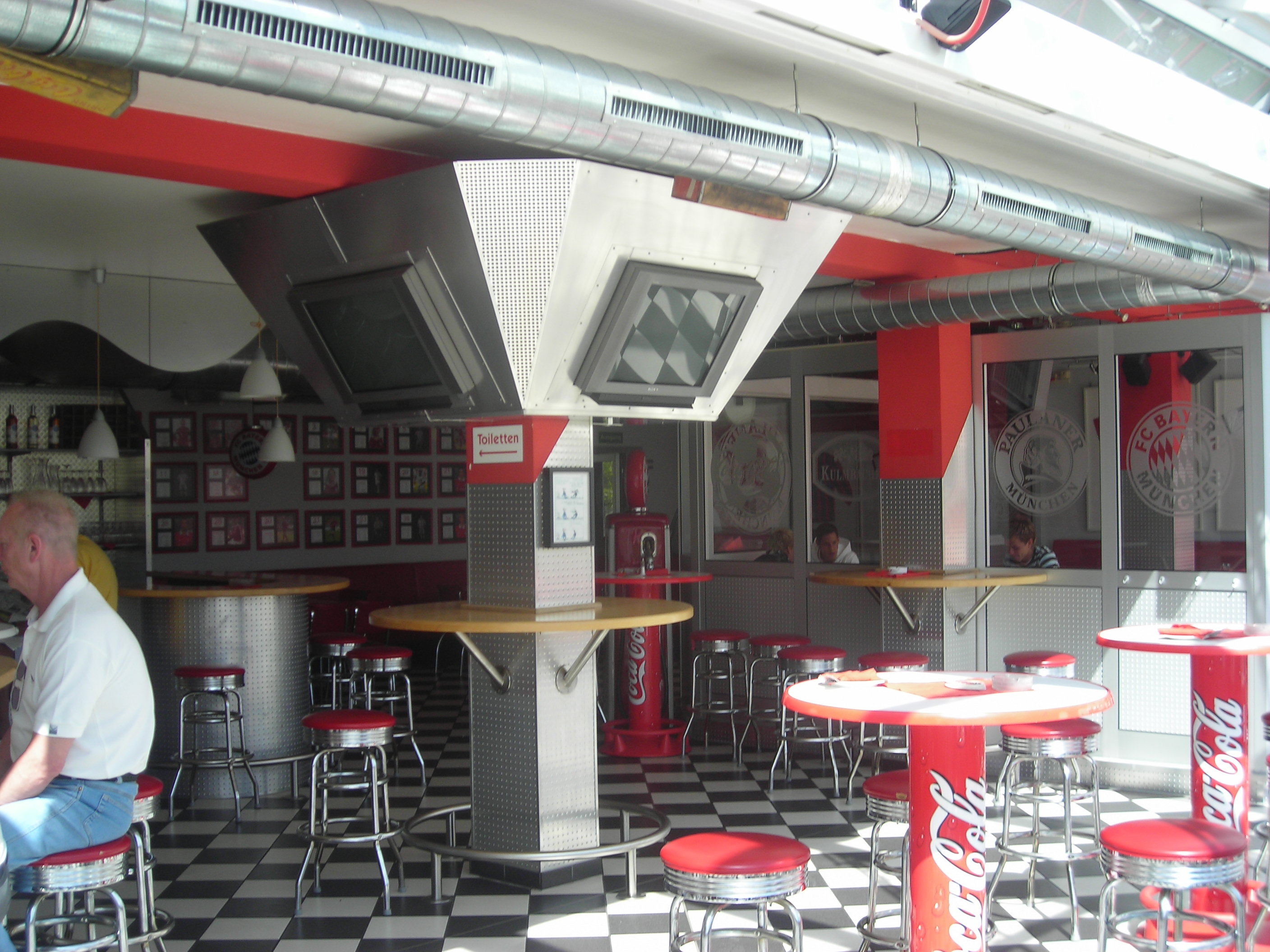
Bistro pour les visiteurs.

Au lendemain de la saison 2007-2008, d'importants travaux de reconstruction débutent à la Säbener Straße. Les quartiers des joueurs professionnels, base du personnel depuis 1990, est entièrement vidé, reconstruits. La création d'un tout nouveau centre de performance a lieu en l'espace de seulement six semaines. En tant que président Karl-Heinz Rummenigge déclare alors : « Nous sommes tous ravis. C'est une véritable oasis pour les joueurs, ce qui leur permet de se concentrer à 100 % sur le football ». Le centre de la performance de 2 000 mètres carrés est principalement conçu pour aider les joueurs à développer leurs compétences à la fois sur et hors du terrain. Les plans sont en partie inspirés par les salons des joueurs des plus grands clubs de NFL et NBA. Le premier étage dispose également d'une salle de formation en ligne (e-learning), destinée à des cours de langue et d'informatique. Un escalier mène sur le toit, où la coupole de verre reconnaissables de l'ancien magasin de fans abrite aujourd'hui un auditorium. La salle de cinéma privée avec un écran de 2,8 m et 39 sièges en cuir est utilisée pour des entretiens avec l'équipe et l'analyse vidéo, des cabines paravent sont installées pour un maximum de cinq traducteurs simultanés. Les principaux vestiaires, celui des entraîneurs et les douches, avec trois salles de bains d'eau glacée, sont situées au rez-de-chaussée. Chacun des casiers du vestiaire reconstruit intègre une petite planche de messages numériques et l'affichage horaire quotidien spécifique de chaque individu.

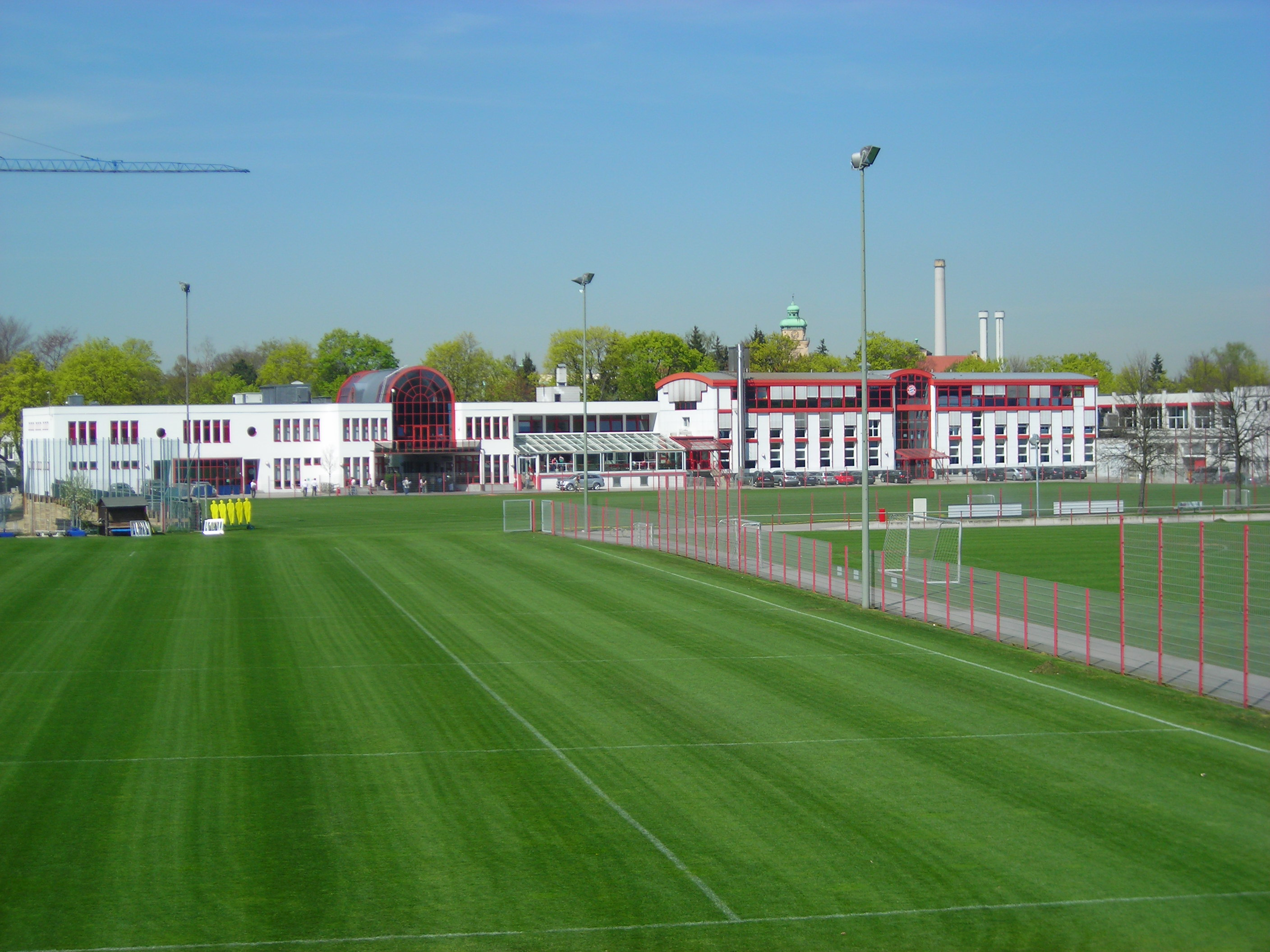
Terrains d'entraînement avec les bureaux en fond.

La reconstruction offre également l'occasion de réunir la famille administrative du Bayern. Un nouvel espace de bureau sur les premier et deuxième étages permet à la section merchandising de retourner « à la maison » après des années dans un logement temporaire dans la banlieue de Oberhaching. Les billetterie, les services aux abonnés, le recrutement, les clubs de fans ainsi que les départements d'autographes, électronique et du trafic sont également logés dans le nouveau bâtiment. Les membres du conseil ont des bureaux au deuxième étage avec une excellente vue sur les terrains d'entraînement des joueurs. Les sections des finances et de comptabilité sont situés à côté des bureaux de gestion. Le premier étage abrite les médias et la communication, les départements juridique, parrainage, marketing-événementiel et droits des médias. Le rez-de-chaussée et sous-sol contiennent la section informatique ainsi que les vestiaires et les quartiers de joueurs pour la réserve et les équipes juniors.

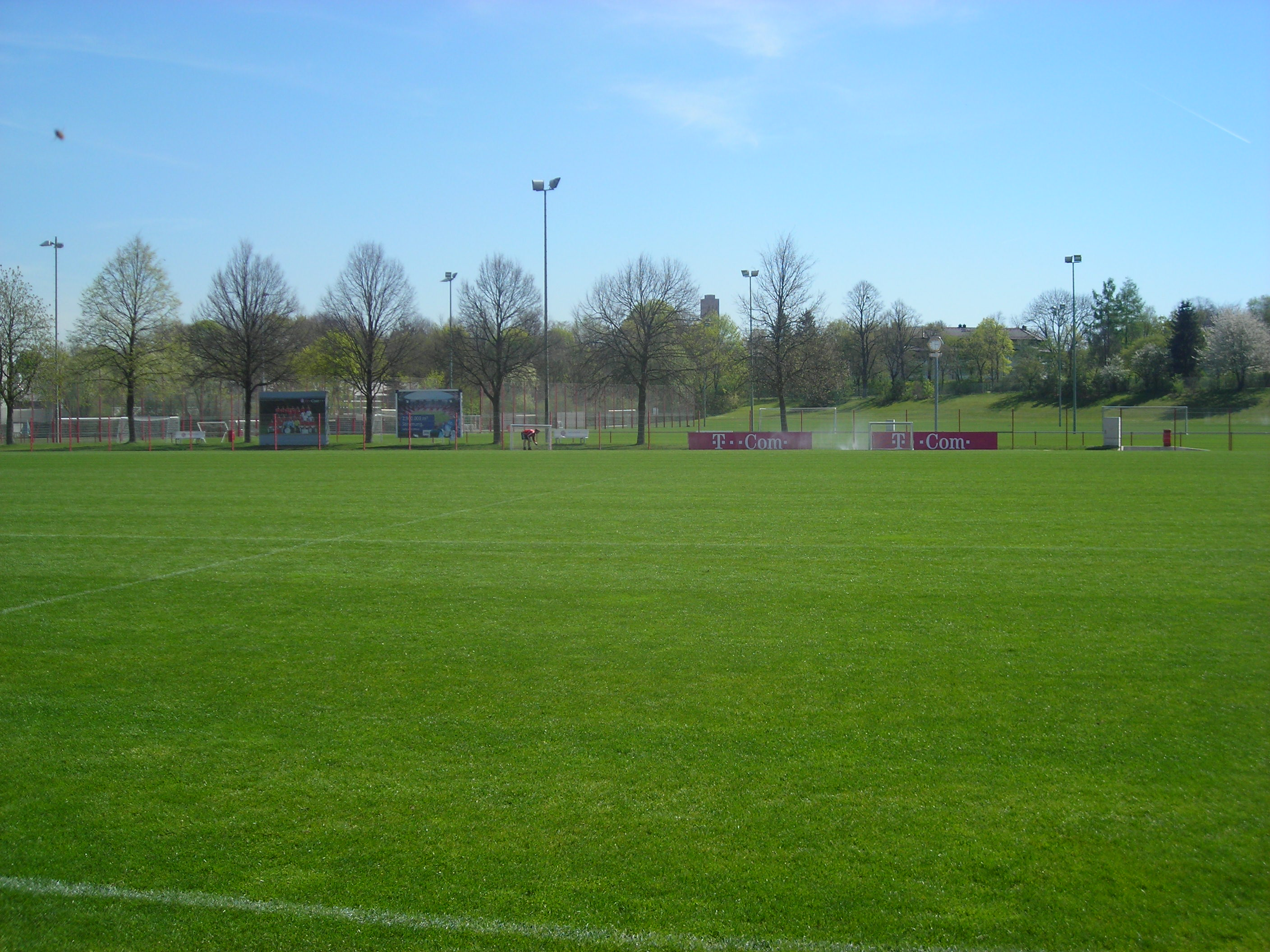
Terrain d'entraînement

Le site de Säbener Strasse héberge toutes les équipes du Bayern, des séniors jusqu'aux moins de huit ans. Les stars d'aujourd'hui et de demain perfectionnent leurs compétences sur cinq terrains en herbe, dont deux chauffés. En gazon naturel, ceux-ci sont entretenus par une équipe de jardinier à temps plein. Le site de 80 000 mètres carrés dispose également de deux terrains en pelouse synthétique de troisième génération, d'un terrain de beach volley et d'une salle polyvalente de sport. Les professionnels comme les juniors bénéficient de ces installations.
L'immeuble adjacent au siège social est construit en 1990 en même temps que le quartier des professionnels. L'établissement peut accueillir jusqu'à quatorze joueurs âgés de 15 à 18 ans, dont les familles sont trop loin de Munich pour les déplacements quotidiens. Une salle commune à l'étage dispose d'une cuisine et d'une salle de jeux. Une équipe allant jusqu'à onze tuteurs est disponible pour aider aux devoirs l'après-midi. L'académie est gérée depuis 2007 par Gertrud Wanke. Elle est assistée par de jeunes travailleurs qualifiés et le tuteur Andreas Kronenberg, spécifiquement chargée d'aider les gars pour un usage productif de leur temps libre. Les bureaux administratifs de l'équipe juniors sont situées au rez-de-chaussée de l'immeuble, centré sur le bureau de Wolfgang Dremmler, directeur des sections jeunes et de la réserve du club. Le complexe dispose également d'une salle de conférence avec des équipements modernes de communication, la salle est utilisée pour des réunions et des présentations.
Les classico et derby

### Derby de Munich
Le derby de Munich (Münchner Stadtderby) désigne les rencontres entre le Bayern Munich et son rival local le TSV 1860 Munich, qui sont les deux clubs de football munichois ayant connu le plus de succès. Ces rencontres sont aussi appelées derby local de Munich (Münchner Lokalderby). Le premier match entre ces deux équipes a lieu le 21 septembre 1902 dans le quartier de Schwabing dans la Clemensstraße, lorsque le TSV 1860 Munchen s'appelait encore TV 1860 München.
D'après le comptage usuel, la rencontre remportée par le Bayern Munich en quart de finale de la Coupe d'Allemagne 2007-2008 est le 204e derby entre les deux clubs. Ce comptage est cependant incomplet. Les archives du TSV 1860 ayant été en majeure partie détruites lors de la Seconde Guerre mondiale, les derby précédant cette période sont presque entièrement documentés par les archives du Bayern. Il existe toutefois, dans des journaux ou des publications du TSV 1860, des indices concernant d'autres rencontres entre les deux clubs, par exemple une victoire 8-0 du TSV 1860 le 22 décembre 1918 ou un match nul 3-3 en 1938.
Les 204 rencontres du comptage usuel comportent des rencontres officielles et des matchs amicaux. Les statistiques penchent pour le Bayern puisque celui-ci totalise 105 victoires, pour 49 victoires du TSV 1860 et 50 matchs nuls. De plus, le Bayern Munich marque 437 buts et en encaisse 278, soit une différence de +159. La plus grosse victoire du Bayern date du 3 octobre 1909 et un score final de 7-0 pour le Bayern Munich, tandis que le plus gros revers est une défaite 7-1 le 27 octobre 1918. Trois ans plus tôt, le 4 juillet 1915, le TSV s'impose 9-4. Les deux clubs évoluent depuis 2004 dans des championnats différents, respectivement en première et troisième division.

### Derby de Bavière
Le Bayernderby (derby de Bavière) opposant le Bayern Munich et le FC Nuremberg est une rivalité encore peu connue en Europe entre les deux clubs les plus titrés d’Allemagne.
Le premier match officiel a lieu après la Seconde Guerre mondiale lors de la saison 1945-1946. Les équipes évoluent alors en Öberliga Süd, championnat qui réunit les clubs de la zone d’occupation américaine située dans les futurs Länder du Bade-Wurtemberg, de Hesse et de Bavière. Le régime Nazi affaibli le Bayern Munich, considéré comme le « club des juifs », il se retrouve fortement affaibli face au FC Nuremberg qui fait alors partie des clubs puissants. En effet, ils remportent en 1948 le premier championnat national allemand de l’après-guerre. Nuremberg glane ensuite plusieurs titres (six au total) durant l’entre deux guerres (entre 1918 et 1939), ce qui lui vaut le surnom de Die Legende en Allemagne.
La puissance de Nuremberg continue jusqu’en 1968 et la fin d’une époque, les années 1970 marquant le début de la suprématie du Bayern Munich en RFA. La génération Breitner, Maier, Hoeness, Beckenbauer et Müller écrit la première ligne d’un long palmarès pour le FCB. Cette domination s’accélère lors de la réunification allemande au début des années 1990.

### Bayern - Dortmund
La rivalité entre le Borussia Dortmund et le Bayern Munich se réfère à l'antagonisme entre deux des principaux clubs de football du championnat d'Allemagne. Le Bayern voit le jour en 1900 tandis que le Borussia est fondé neuf ans plus tard à Dortmund. Si la première rencontre entre les deux équipes a lieu en 1965, la rivalité s'accentue depuis le milieu des années 1990, période à partir de laquelle le Borussia prive à plusieurs reprises les Bavarois d'un sacre national. Par ailleurs, les deux clubs se rencontrent également en Ligue des Champions en 1998, Dortmund élimine alors Munich après prolongations.
Les statistiques des confrontations tout comme le palmarès respectif sont à l'avantage du club munichois. Le Bayern est le club le plus titré d'Allemagne, détenant plus de titres de champion d'Allemagne et de coupes d'Allemagne qu'aucun autre club du pays. Il remporte également à six reprises la Ligue des champions ainsi qu'une Coupe des Coupes et une Coupe UEFA, là où le BVB ne remporte qu'une Ligue des Champions et une Coupe des Coupes.

## Supporters

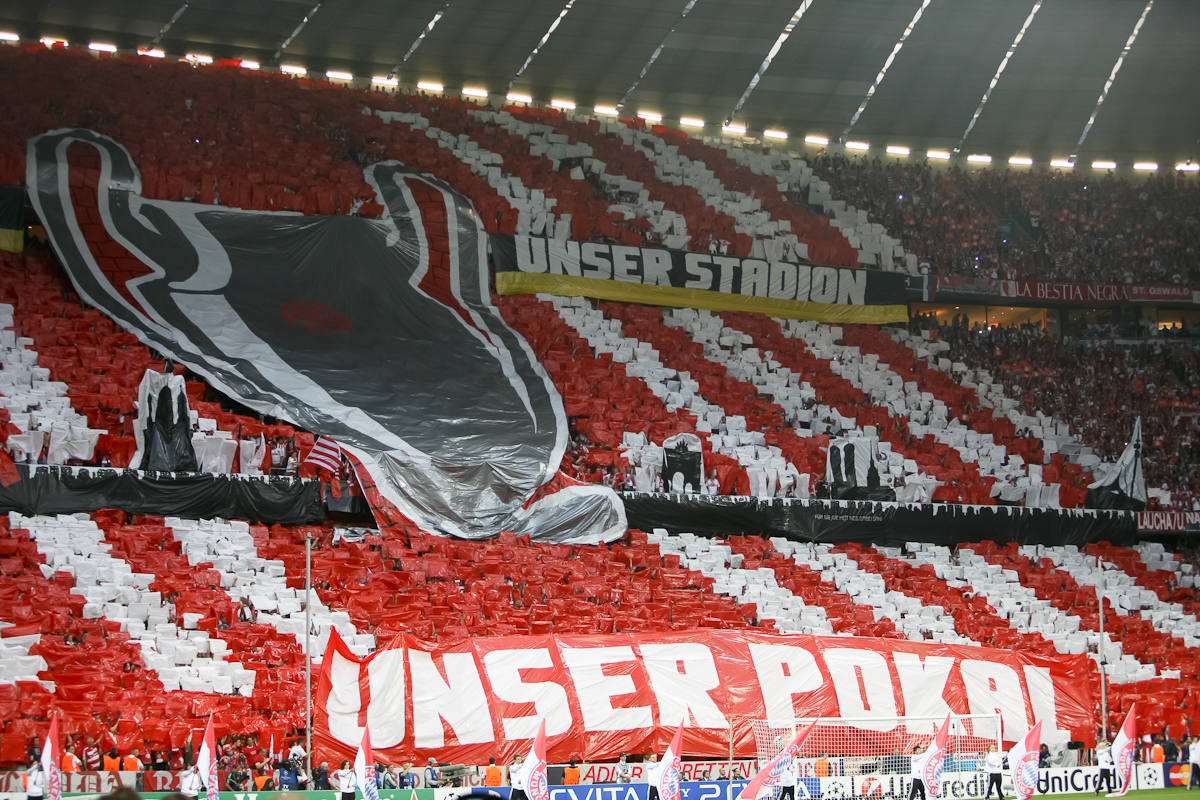
Tifo de supporters bavarois en 2012.

Dans la rubrique supporters, Munich récolte aussi les bons points. Ses ultras procurent l'une des meilleures ambiances d’Allemagne lors des matchs à l’extérieur. Il existe plusieurs amitiés avec d'autres clubs, Bochum étant la plus solide.

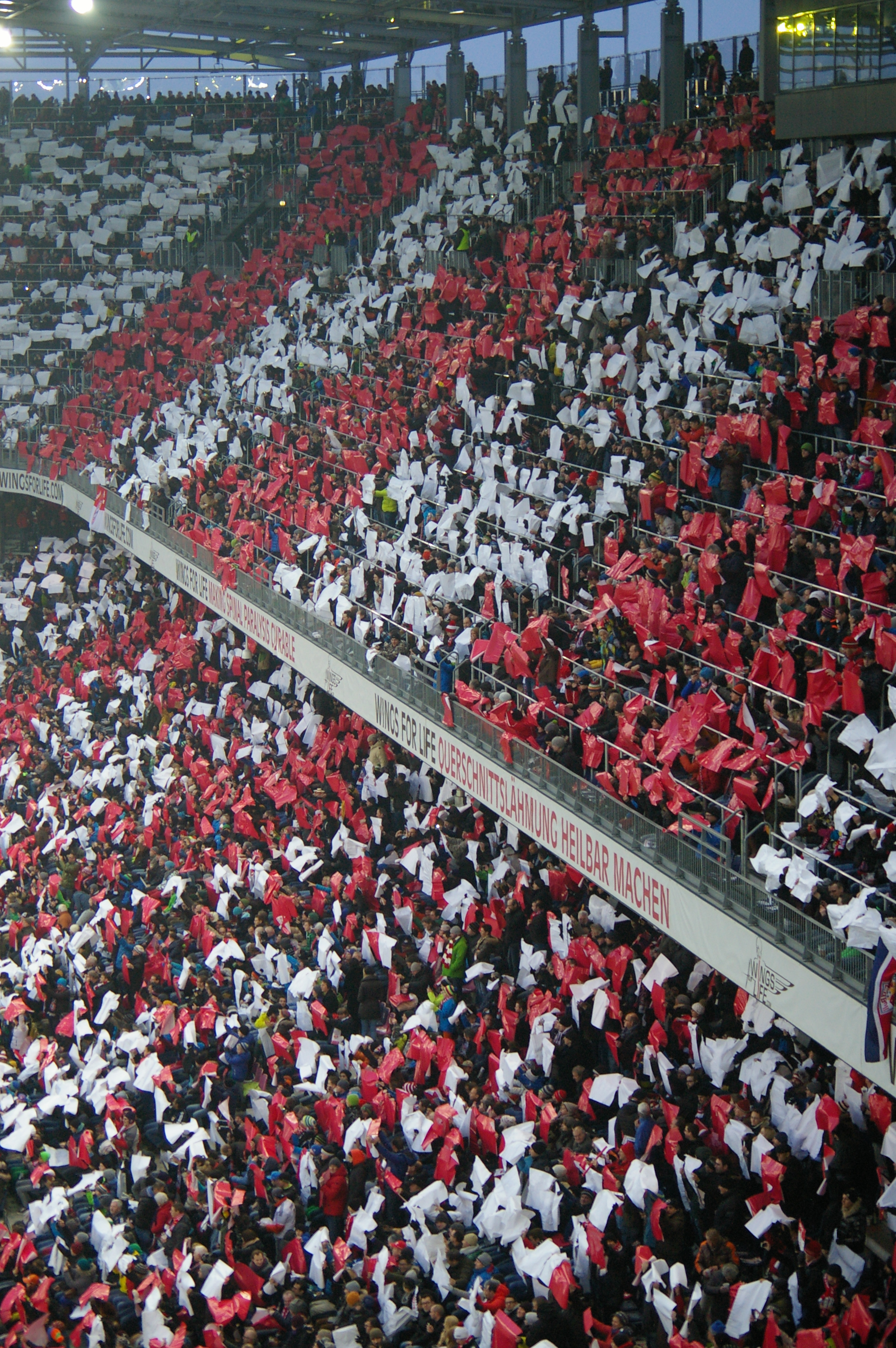
Supporters en 2014.

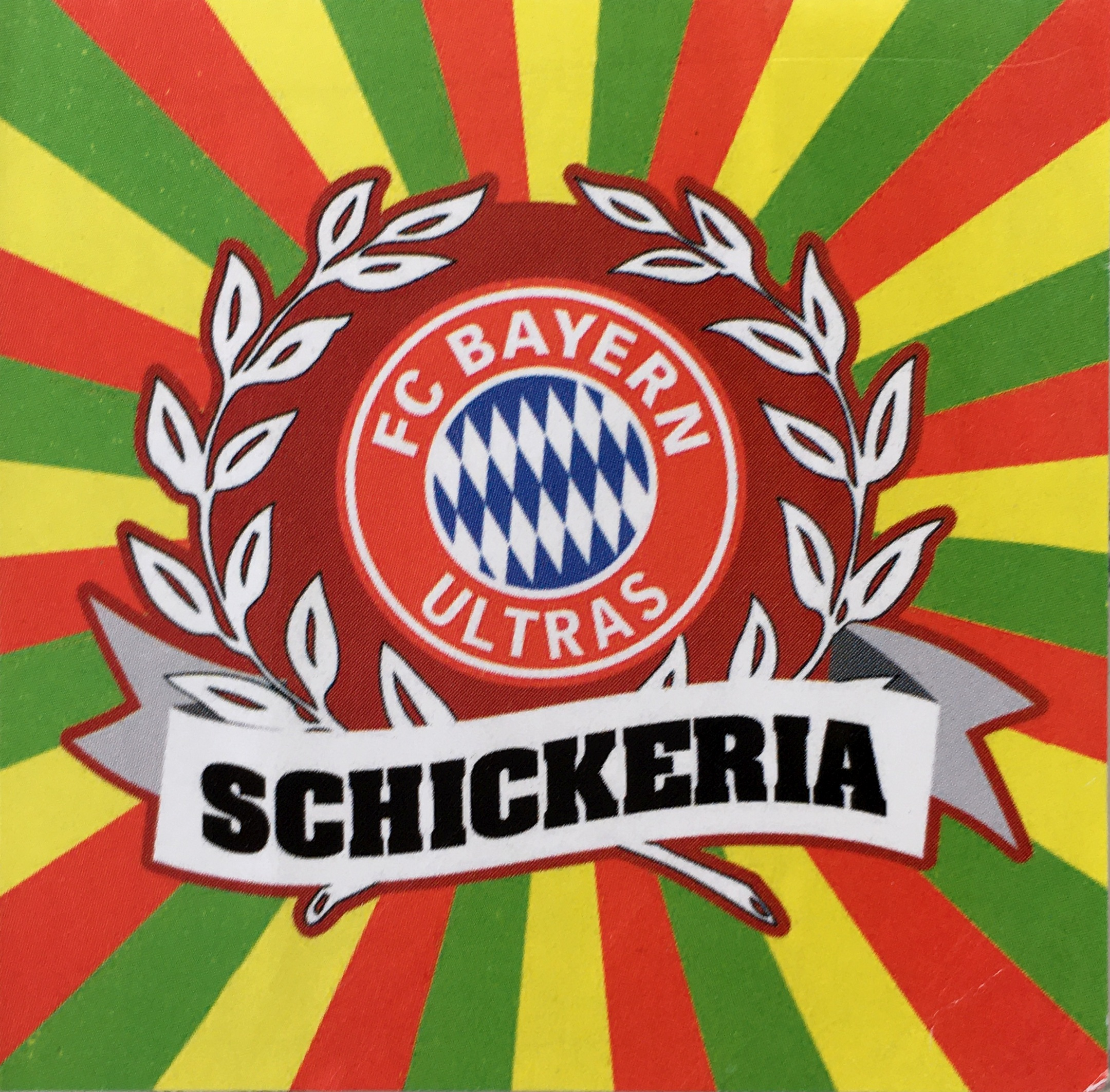
Autocollant avec logo de l'association informelle des fans Ultra du club, nommé Schickeria München. Schickeria est un terme d'argot péjoratif en allemand pour désigner une partie de la High Society.

Ils sont connus aussi pour avoir protesté contre la venue de Manuel Neuer, ancien joueur de Schalke 04. En effet, en 2009, alors qu'il jouait avec Schalke 04 à l'Allianz Arena, il a provoqué les Munichois en imitant une célèbre célébration d'Oliver Kahn en face d'eux. La Schickeria Munich, un des grands groupes d’ultras du club, le conspue avant et après son arrivée au Bayern à coups de « Koan Neuer » (Pas de Neuer en bavarois) mais les prestations de haute qualité du joueur ont finalement raison de l’animosité des ultras qui l’applaudissent longuement en avril 2012 après la victoire en demi-finale de Ligue des champions face au Real Madrid. À noter que lors de son arrivée en 2011, les ultras bavarois ont imposé 5 règles au gardien allemand, dont l'interdiction de s'approcher de la Südkurve ou d'embrasser le logo du club.
En 2013, à l'occasion du huitième de finale de la Ligue des champions face à Arsenal FC, le Bayern Munich prend en charge une partie des frais de déplacement des supporters. Pour leur soutien apporté au cours de l'année, les dirigeants du clubs décident de faire un geste et de prendre en charge 90 000 euros des frais de billets dépensés par les fans pour le déplacement à l'Emirates Stadium le 19 février 2014. Les supporters bavarois bénéficiant ainsi d'une réduction de 30 euros sur leur billet pour se rendre à Londres.
Dans les semaines qui suivent, le club décide de ne pas renouveler l’abonnement des fans qui assistent à moins de huit matchs à domicile. Cette décision s’explique par le fait que certains abonnés préfèrent rester chez eux surtout quand le club affronte des formations de calibre inférieur, laissant certaines places inoccupées et pénalisant ainsi d’autres supporters qui désireraient venir au stade.
La Südkurve (Virage Sud) fait partie des meilleures ambiances d’Allemagne. Malgré l'architecture de l'Allianz Arena et le nombre de "groundhoppers" (visiteurs de stades), le mouvement ultra s'y développe beaucoup. À l'été 2023, ce ne sont pas moins de 2500 places assises en Südkurve qui ont été remplacées par des places debout.
Le Bayern Munich possède plusieurs fans célèbres dont l'ex-pape Benoît XVI, Boris Becker et Arnold Schwarzenegger
| Saison              | 2000-2001 | 2001-2002 | 2002-2003 | 2003-2004 | 2004-2005 | 2005-2006 | 2006-2007 | 2007-2008 | 2008-2009 | 2009-2010 | 2010-2011 | 2011-2012 | 2012-2013 | novembre 2013 |
| ------------------- | --------- | --------- | --------- | --------- | --------- | --------- | --------- | --------- | --------- | --------- | --------- | --------- | --------- | ------------- |
| Membres             | 91 288    | 95 195    | 96 440    | 97 810    | 104 720   | 121 119   | 135 752   | 147 072   | 151 227   | 162 187   | 171 345   | 187 865   | 195 689   | 223 985       |
| Fanclubs            | 1 909     | 1 980     | 2 055     | 2 123     | 2 189     | 2 290     | 2 329     | 2 437     | 2 535     | 2 764     | 2 952     | 3 202     | 3 576     |               |
| Membres de fanclubs | 115.343   | 121.348   | 132.308   | 136.563   | 146.009   | 156.673   | 164.580   | 176.976   | 181.688   | 192.160   | 204.235   | 231.197   | 262.077   |               |

## Autres sections
En plus d'être le club le plus populaire d'Allemagne, le Bayern Munich possède d'autres sections apparues pour la majorité autour des années 1940, quand l'ensemble du département juniors est étendu à tous les gymnases disponibles de Munich après que l'équipe de football soit tombée en disgrâce avec le Reich. Cela contribue à façonner la suprématie du Bayern, non seulement dans le football mais aussi dans des domaines comme le basket-ball, la gymnastique ou le handball.

### Équipe réserve et centre de formation

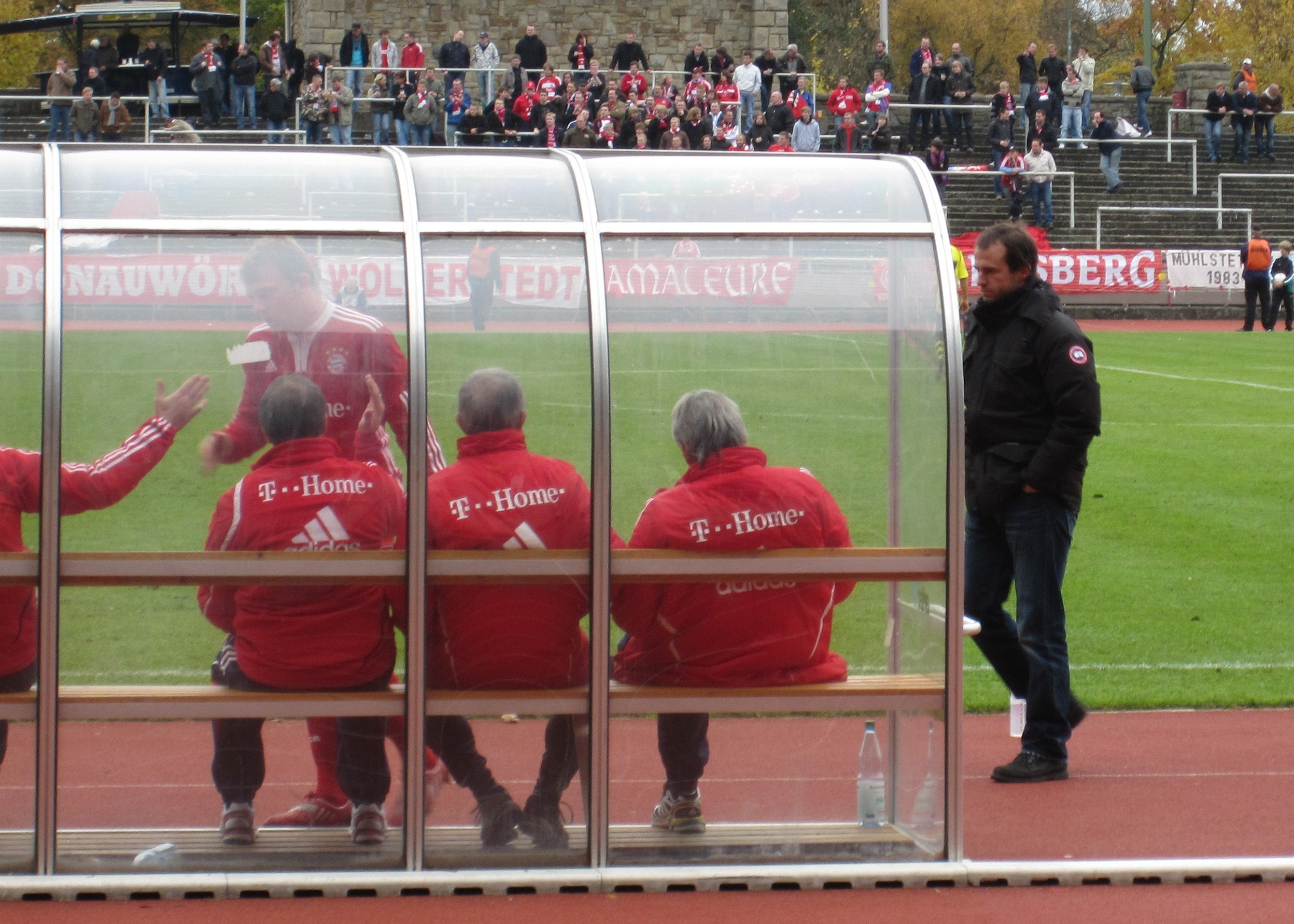
Mehmet Scholl (à droite) sur le banc de l'équipe réserve en 2009.

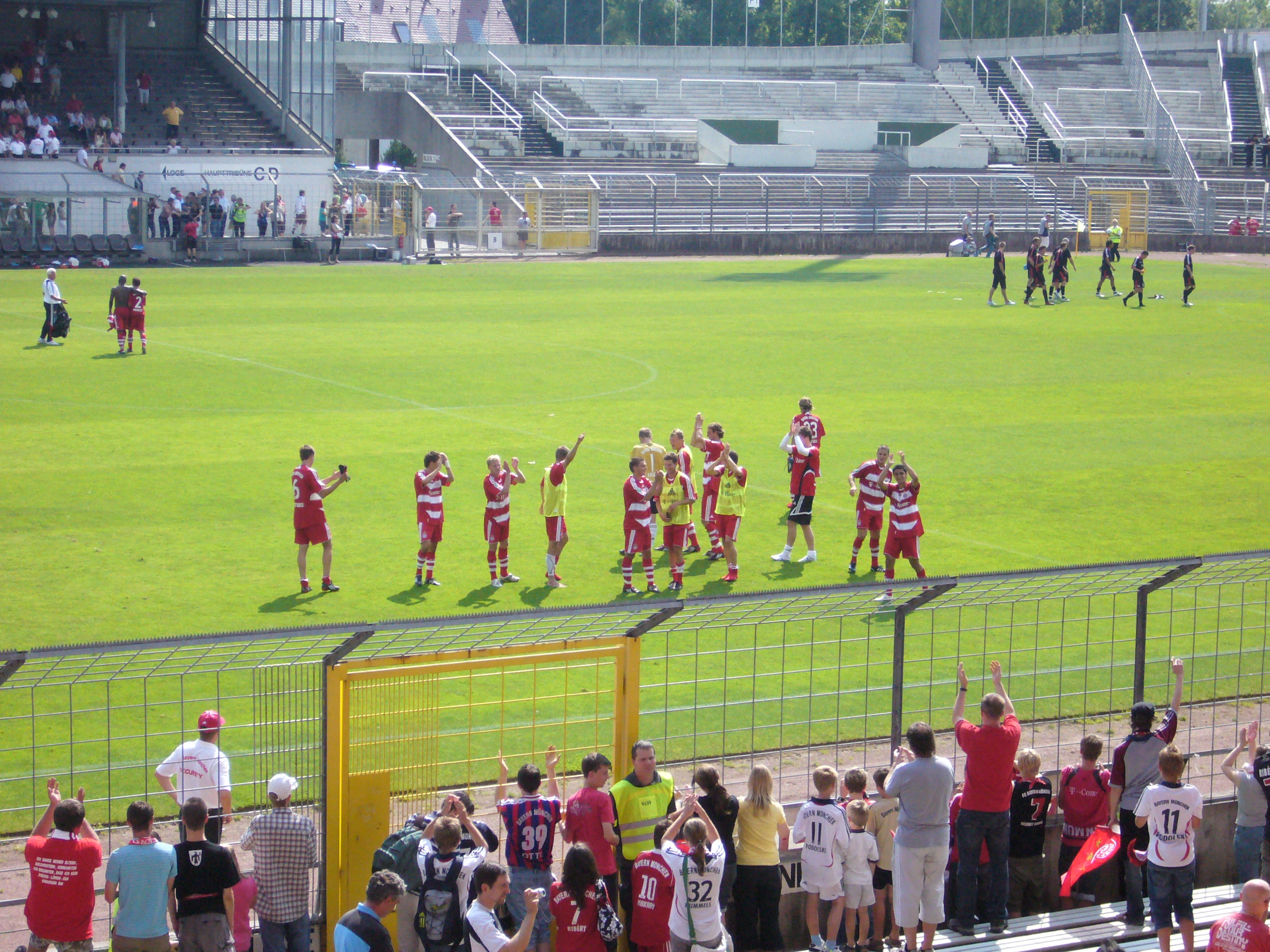
Célébration d'une victoire en 2008.

L'équipe réserve sert principalement de dernière marche de progression pour les jeunes joueurs prometteurs avant d'être promu en équipe première. Depuis la création de la Regionalliga en 1994, l'équipe joue dans la Regionalliga Sud, après avoir joué en Oberliga jusqu’en 1978. Durant la saison 2007-08, les Bavarois se qualifient pour le 3e Liga nouvellement créée, où ils restent jusqu'en 2011. Cela met alors fin à 33 années consécutives durant lesquelles l'équipe évolue dans la ligue la plus élevée que la Fédération allemande de football permet pour la deuxième équipe d'un club professionnel.
Une autre particularité qui façonne le Bayern, en étant différent des autres équipes de football, est qu'il dépense peu d'argent pour acheter des joueurs étrangers et se repose essentiellement sur les juniors de son centre de formation. Philipp Lahm, Thomas Müller, Bastian Schweinsteiger ou encore Owen Hargreaves sont tous passés par les équipes junior du club. Leur programme de formation s'avère efficace et s'appuie sur tous les joueurs vivant plusieurs heures de route de la Munich. Le Bayern organise aussi chaque année le Talent Day où plus de 500 enfants sont invités à disputer un tournoi sous forme de matchs de 20 minutes entre équipes de cinq joueurs, à la fin entre de 7 et 10 joueurs sont retenus. Ce tournoi a aujourd'hui une portée internationale. En 1990, le Bayern Munich construit une résidence pour les joueurs qui vivent trop loin du terrain d'entraînement. Il peut accueillir jusqu'à 14 jeunes, le club a également recruté des enseignants à temps partiel pour les aider à combler les lacunes possibles dans leur éducation. Ainsi, les résultats d'une stratégie de transfert intelligent combiné avec les possibilités étonnantes offertes par l'académie des jeunes est la réponse trouvée par le club au problème de stabilité d'un effectif.

### Équipe féminine
Après des années fastes à ses débuts dans les années 1970-1980, avec un titre de championne en 1976, un deuxième en 2015 et quatre secondes places, l'équipe connait une période de creux dans les années 1990. Aujourd'hui l'équipe revit après sa promotion en Bundesliga féminine en 2000. L'équipe une est un pilier de la Bundesliga, l'une des meilleures ligues féminine du monde. L'entraîneur en chef de l'équipe fanion, Thomas Wörle, s'appuie sur un mélange sain des joueuses jeunes, talentueuses et expérimentées. Avec ce mélange, les FCB remporte durant la saison 2011/12 sa première Coupe DFB. En tout, le club compte quatre équipes féminines : deux équipes séniors évoluant dans les deux premières divisions nationales et deux équipes de moins de 17 ans. Karin Danner manage ces équipes qui jouent soit au Grünwalder Stadion (équipe fanion), au Sportpark Aschheim (réserve et équipe 1 des U17) ou alors au centre d'entraînement de la Säbener Straße (pour la réserve U17).

### Basket-ball

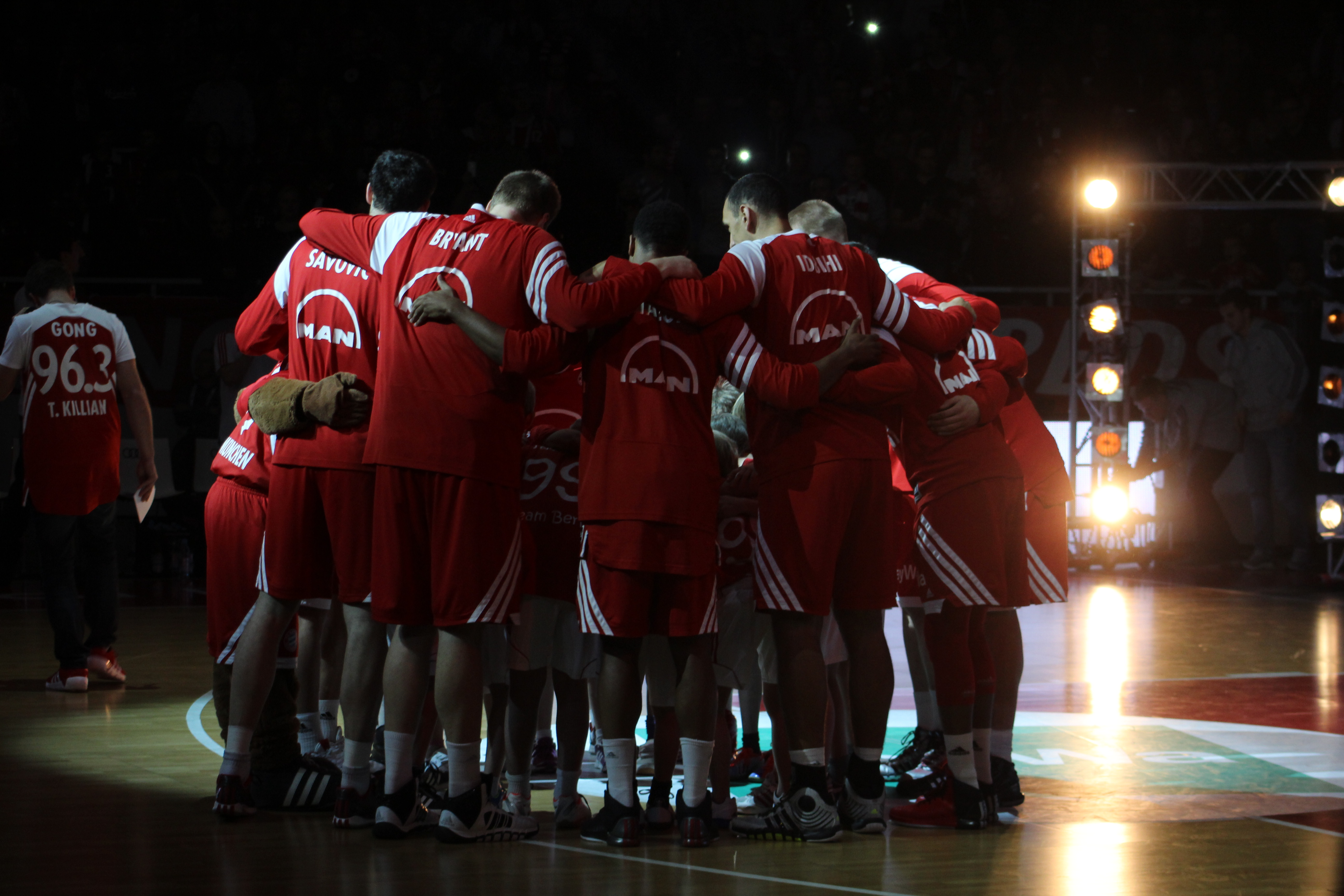
L'équipe de basket-ball du Bayern Munich avant un match en 2014.

La section basket-ball est fondée par Franz Kronberger en 1946, lors de son retour blessé de la guerre qui le force à changer de sport qui jusque-là était le football. Une dizaine d'années plus tard, le club remporte deux championnats d'Allemagne consécutifs (1954 et 1955). Klaus Schultz devient le premier joueur à être transféré en ligue supérieure alors que le club remporte sa première Coupe d'Allemagne en 1968. Même si en 1974 l'équipe est reléguée en deuxième division, les Bavarois n'abandonnent pas et lancent en 2008 un projet de retour d'ancienne gloire du club. En 2010, l'équipe est promue en Bundesliga. Depuis lors, elle est toujours classée parmi les meilleures équipes et gagne le titre en 2014 et en 2018, ainsi que la Coupe d'Allemagne en 2018.

### Échecs
Tout comme la majorité des autres sections sportives du Bayern Munich, le principal objectif du club d'échecs est la formation de nouveaux talents dans les confins de l'école "Wilhelm-Hausenstein". La section d'échecs existe depuis 1980 lorsqu'elle est créée après fusion avec le club d'échecs Anderssen Bavaria. Il est l'un des clubs phares du championnat d'Allemagne d'échecs des clubs entre 1983 et 1995, remportant plusieurs titres consécutifs de champion d'Allemagne et une Coupe d'Europe des clubs en 1992, mais il prend sa retraite des compétitions de haut niveau en 1995 en continuant à jouer dans les ligues locales. En 2000, l'équipe participe au championnat national allemand et réussit à terminer parmi les premiers.

### Autres
Le Bayern Munich comprend aussi des sections football séniors, handball, quilles et tennis de table.

### École de football en Afrique
Le Bayern Munich a annoncé en avril 2019 qu'il ouvrira une école de football en Éthiopie. Le but étant de créer des infrastructures nécessaires à ce sport grandissant dans ce pays en développement, qui pourrait révéler de grands talents par la suite.

### Anciennes sections
L'association sportive Fußball-Club Bayern München a également trois anciennes sections sportives.
Le club comporte une équipe de baseball principalement dans les années 1960. Peu de temps après sa création, elle remporte en 1962 le championnat d'Allemagne de baseball en dominant le champion en titre du TB Germania Mannheim sur le score de 10-6. L'année suivante, les Munichois s'inclinent en finale contre ce même adversaire. Après être devenu vice-champion national en 1966, le Bayern Munich remporte une nouvelle fois le titre de champion d'Allemagne en 1969. La dissolution de la section baseball a lieu au début des années 1970 après un troisième titre de vice-champion en 1970.
Une section de hockey sur glace existe au sein du club de 1966 à 1969. Le Münchener Eislauf-Verein von 1883, ou de manière abrégée MEV 1883, est un club munichois de sports de glace, où le hockey sur glace est pratiqué depuis le début du vingtième siècle. Dans la nuit du 7 janvier 1966, la section de hockey sur glace du MEV 1883 décide de rejoindre le Bayern Munich. À l'issue de la saison 1966-1967, l'équipe obtient la montée dans le championnat d'Allemagne. En 1967, elle remporte également le DEV-Pokal, une compétition de hockey organisée jusqu'en 1968. À la suite de la montée, l'équipe du Bayern participe à deux éditions du championnat d'Allemagne avant la dissolution de la section en 1969. Après cette dissolution, l'équipe rejoint à nouveau les rangs du MEV 1883.
La section gymnastique du Bayern Munich est créé en 1974. Elle promeut les disciplines olympiques de la gymnastique artistique. Bernhard Simmelbauer, membre du club, prend part aux Jeux olympiques d'été de 1984 et 1988 ainsi qu'aux championnats du monde de gymnastique artistique 1985 de Montréal, atteignant la quatrième place au concours par équipes des Jeux olympiques en 1984. Le club remporte quatre titres de champion d'Allemagne dans les années 1980 en 1983, 1986, 1987 et 1988, ainsi que cinq titres de vice-champion en 1981, 1982, 1984, 1985 et 1989. Après deux relégations en deuxième division nationale en 2008 puis 2012, l'équipe de gymnastique retrouve à chaque fois immédiatement la première division dès 2009 et 2013 respectivement. Peu de temps après, la dissolution de la section gymnastique est décidée par l'association en janvier 2014.